# Kulturlandschaft Oberes Mittelrheintal

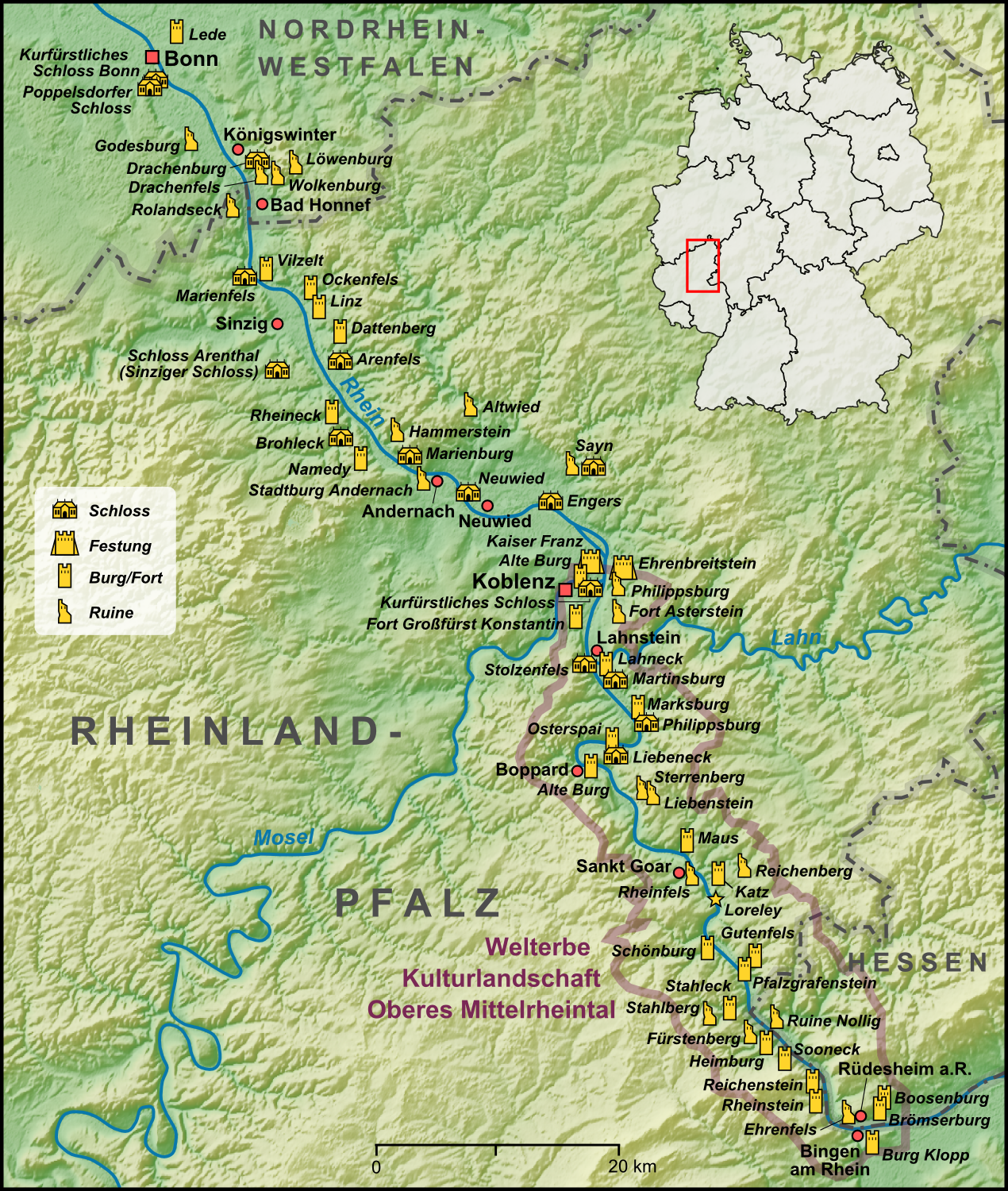
Karte des Mittelrheins mit dem Welterbegebiet

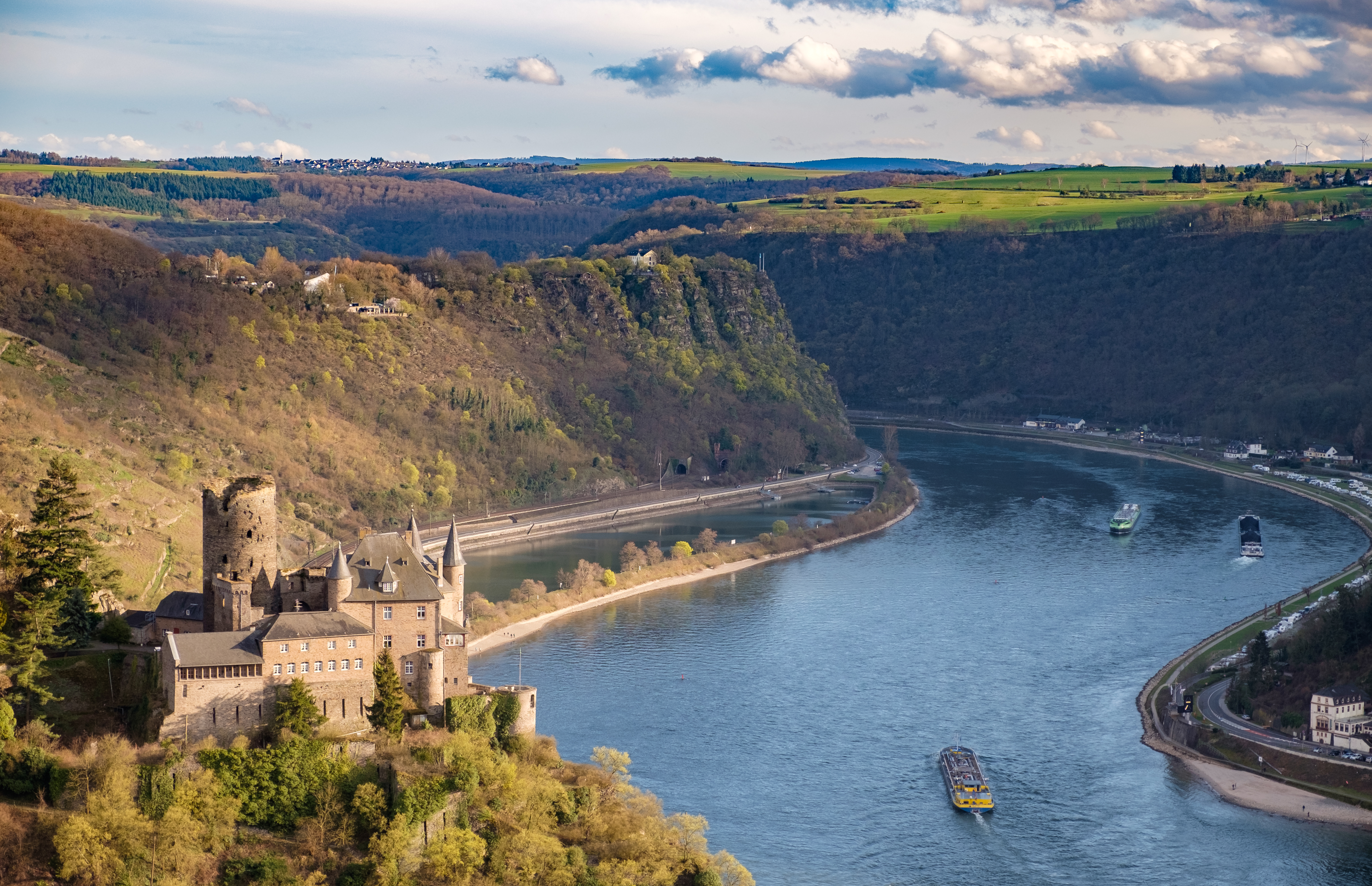
Blick auf Burg Katz, im Hintergrund die Loreley

Die Kulturlandschaft Oberes Mittelrheintal ist eine Kulturlandschaft am Mittelrhein, die am 27. Juni 2002 in die Liste des Weltkulturerbes der UNESCO aufgenommen wurde. Das Welterbegebiet erstreckt sich von Bingen/Rüdesheim bis Koblenz auf einer Länge von 67 Kilometer entlang des Durchbruchstals des Rheins durch das Rheinische Schiefergebirge.
Die Einzigartigkeit dieser Kulturlandschaft ist der außergewöhnliche Reichtum an kulturellen Zeugnissen. Seine besondere Erscheinung verdankt das Obere Mittelrheintal einerseits der natürlichen Ausformung der Flusslandschaft, andererseits der Gestaltung durch den Menschen. Seit zwei Jahrtausenden ist es einer der wichtigsten Verkehrswege für den kulturellen Austausch zwischen der Mittelmeerregion und dem Norden Europas. In der Mitte Westeuropas (oft „im Herzen Europas“ genannt) gelegen, mal Grenze, mal Brücke der Kulturen, spiegelt das Tal die Geschichte des Abendlandes exemplarisch wider. Mit seinen hochrangigen Baudenkmälern, den rebenbesetzten Hängen, seinen auf schmalen Uferleisten zusammengedrängten Siedlungen und den auf Felsvorsprüngen aufgereihten Höhenburgen gilt es als Inbegriff der Rheinromantik. Nicht zuletzt inspirierte es Heinrich Heine zur Dichtung seines Loreleylieds.

## Geschichte
Bereits 1977 kam der Vorschlag auf, das Mittelrheintal als Welterbestätte auszuweisen. Vorausgegangen war 1976 die Unterzeichnung der „Konvention zum Schutz des Kultur- und Naturerbes der Welt“ durch die Bundesrepublik Deutschland. Auf einer Tentativliste aus dem Jahre 1984 tauchte der Mittelrhein erstmals auf, verschwand danach aber nach der deutschen Wiedervereinigung und der Aufstellung einer ersten gesamtdeutschen Liste 1992 wieder. Ministerpräsident Kurt Beck machte 1996 die Aufnahme des Oberen Mittelrheintals in die UNESCO-Welterbeliste zum kulturpolitischen Ziel der rheinland-pfälzischen Landesregierung. Im November 1997 fand in Mainz eine vom Rheinischen Verein für Denkmalpflege und Landschaftsschutz ausgetragene Rheintal-Konferenz statt, auf der zur Erhaltung, Pflege und schonenden Weiterentwicklung der Kulturlandschaft eine Rheintal-Charta verabschiedet wurde. Die Ständige Konferenz der Kultusminister der Länder in der Bundesrepublik Deutschland setzte das Obere Mittelrheintal 1998 auf Platz 6 einer neuen Vorschlagsliste.
Die Landesregierungen von Hessen und Rheinland-Pfalz haben am 19. Dezember 2000 die Aufnahme der „Kulturlandschaft Oberes Mittelrheintal“ von Bingen/Rüdesheim bis Koblenz in die UNESCO-Welterbeliste formell beantragt. Zuvor gab es eine Reihe von Maßnahmen zur Information und gezielten Teilhabe der Menschen dieser Region. Als Regierungsbeauftragter für das Anerkennungsverfahren wurde der Kulturstaatssekretär Dr. Joachim Hofmann-Göttig berufen. Nach Prüfung und Erstellung eines Gutachtens für das Welterbekomitee erfolgte am 27. Juni 2002 in Budapest die Eintragung der „Kulturlandschaft Oberes Mittelrheintal“ in die Welterbeliste. Die Anerkennungsurkunden wurden am 20. September 2003 im Rahmen eines Festakts in Oberwesel feierlich übergeben.

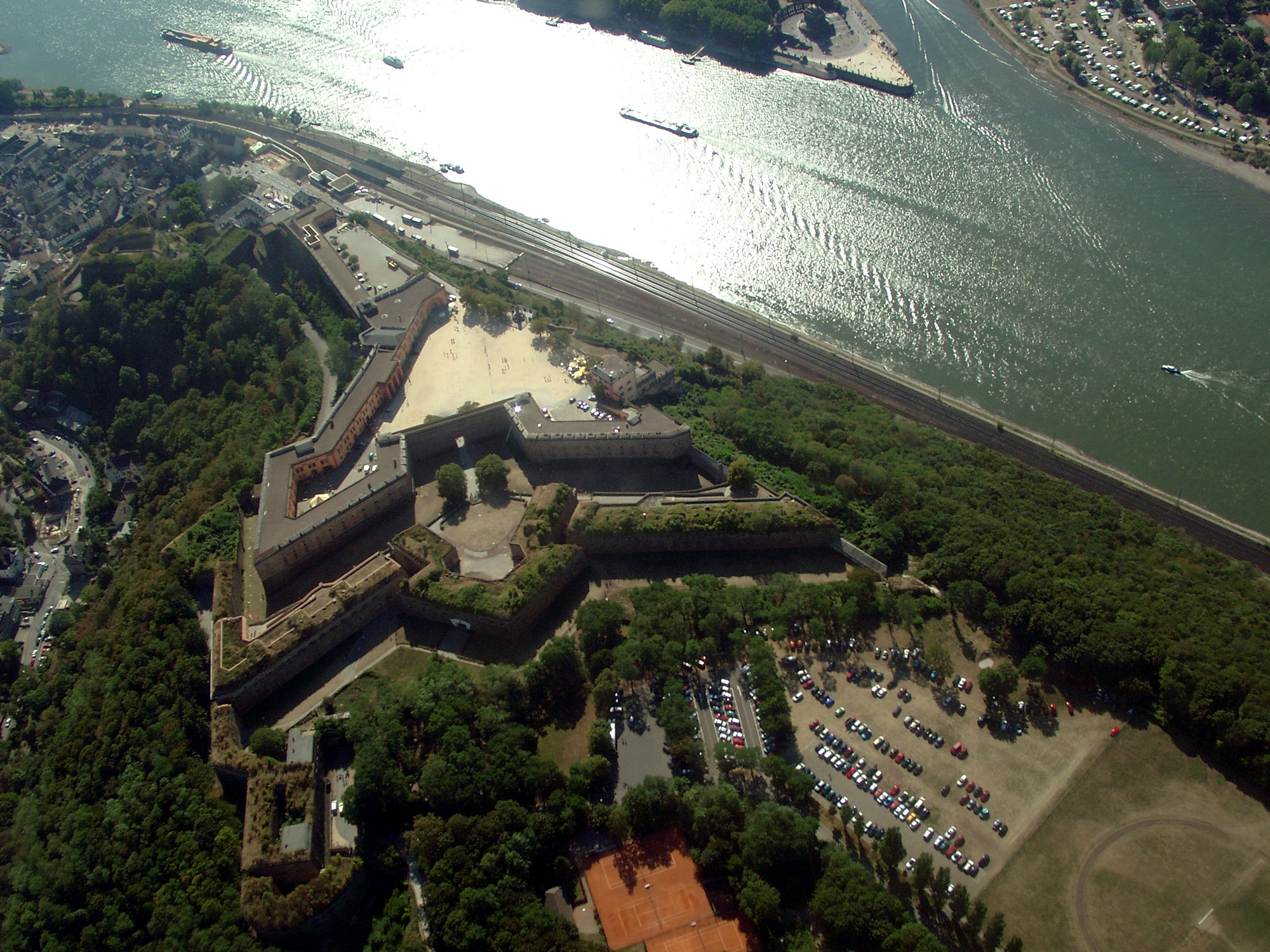
Koblenz, das nördliche Tor zum Welterbe mit der Festung Ehrenbreitstein
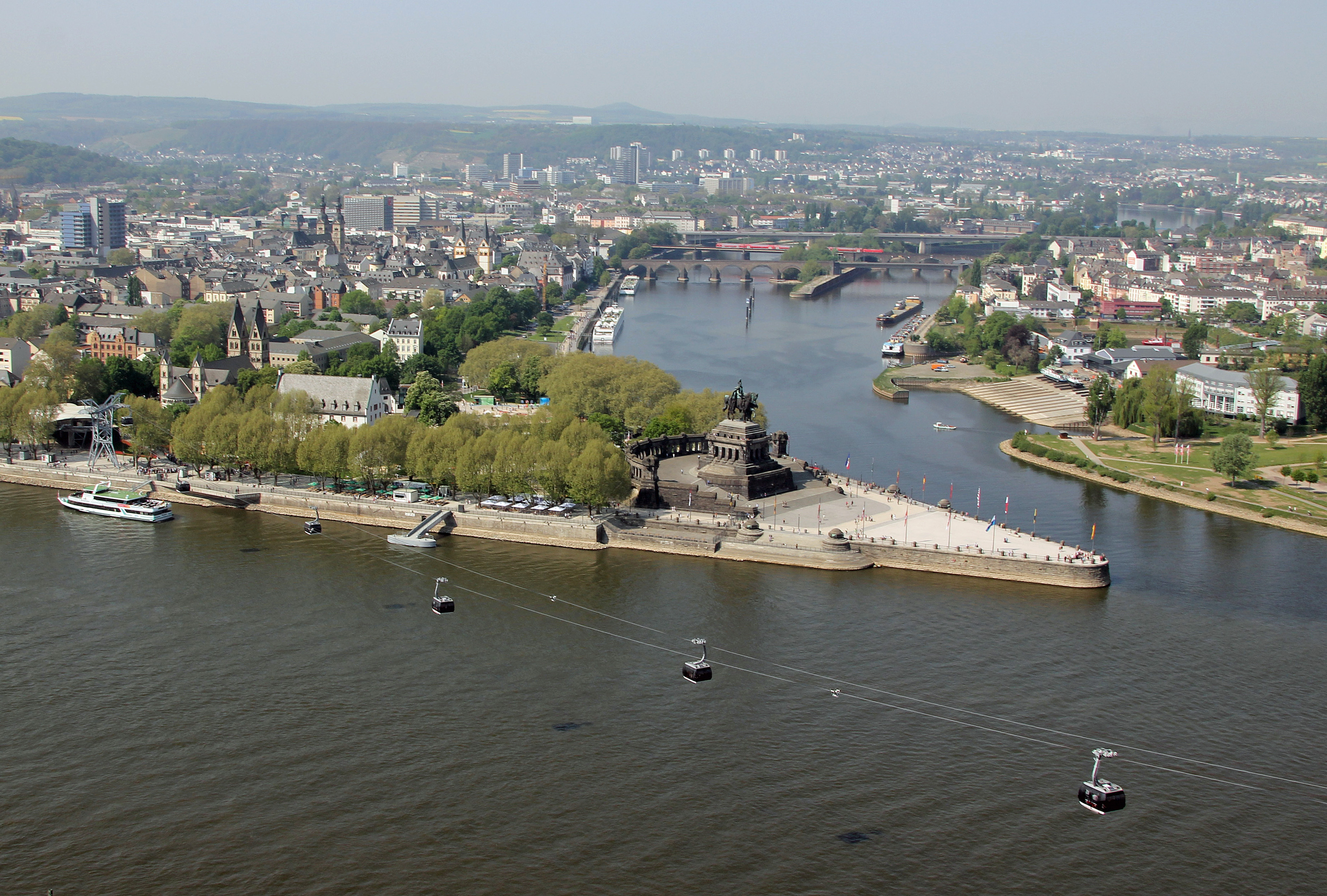
Das Deutsche Eck an der Moselmündung
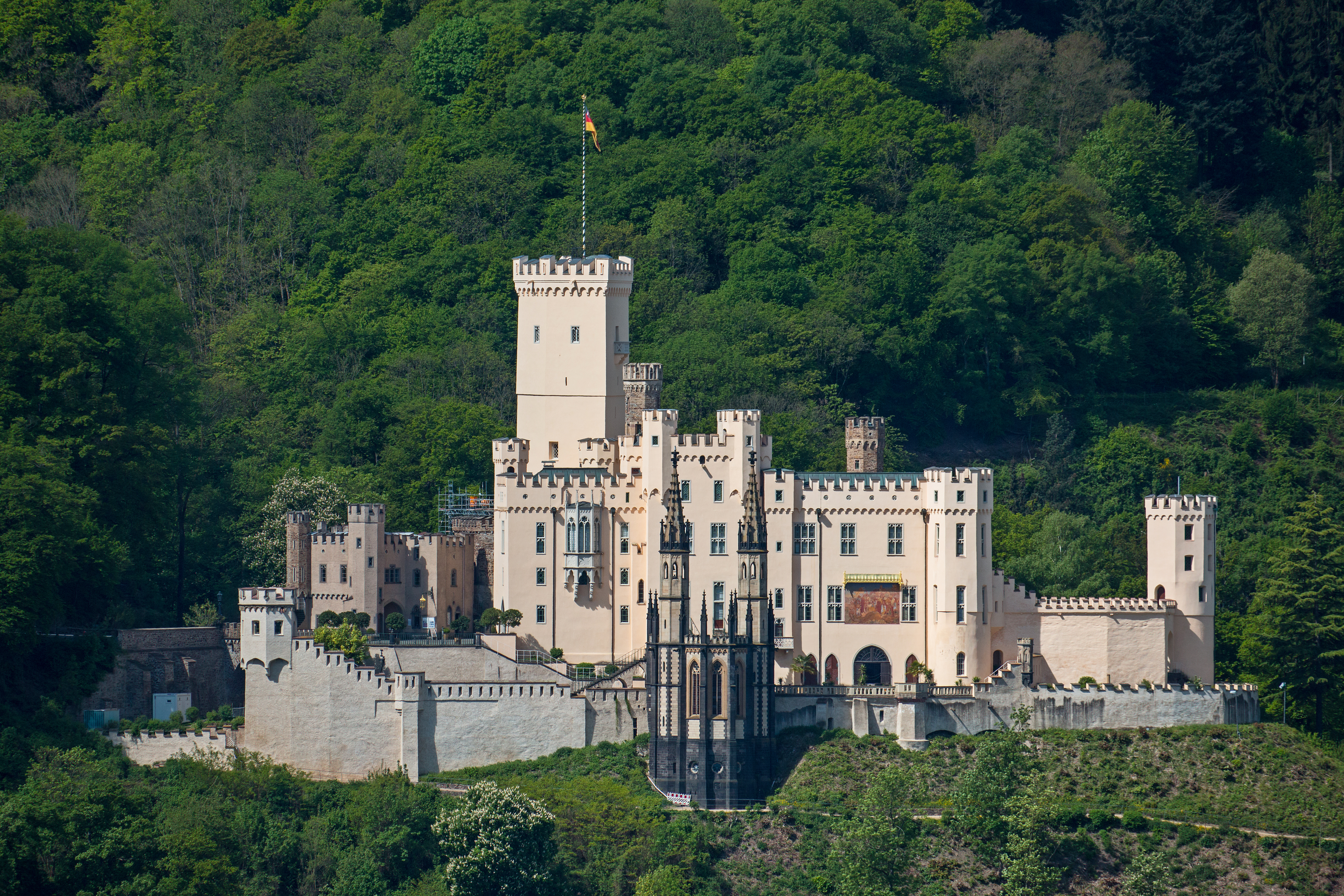
Das Schloss Stolzenfels bei Koblenz, Inbegriff der Rheinromantik
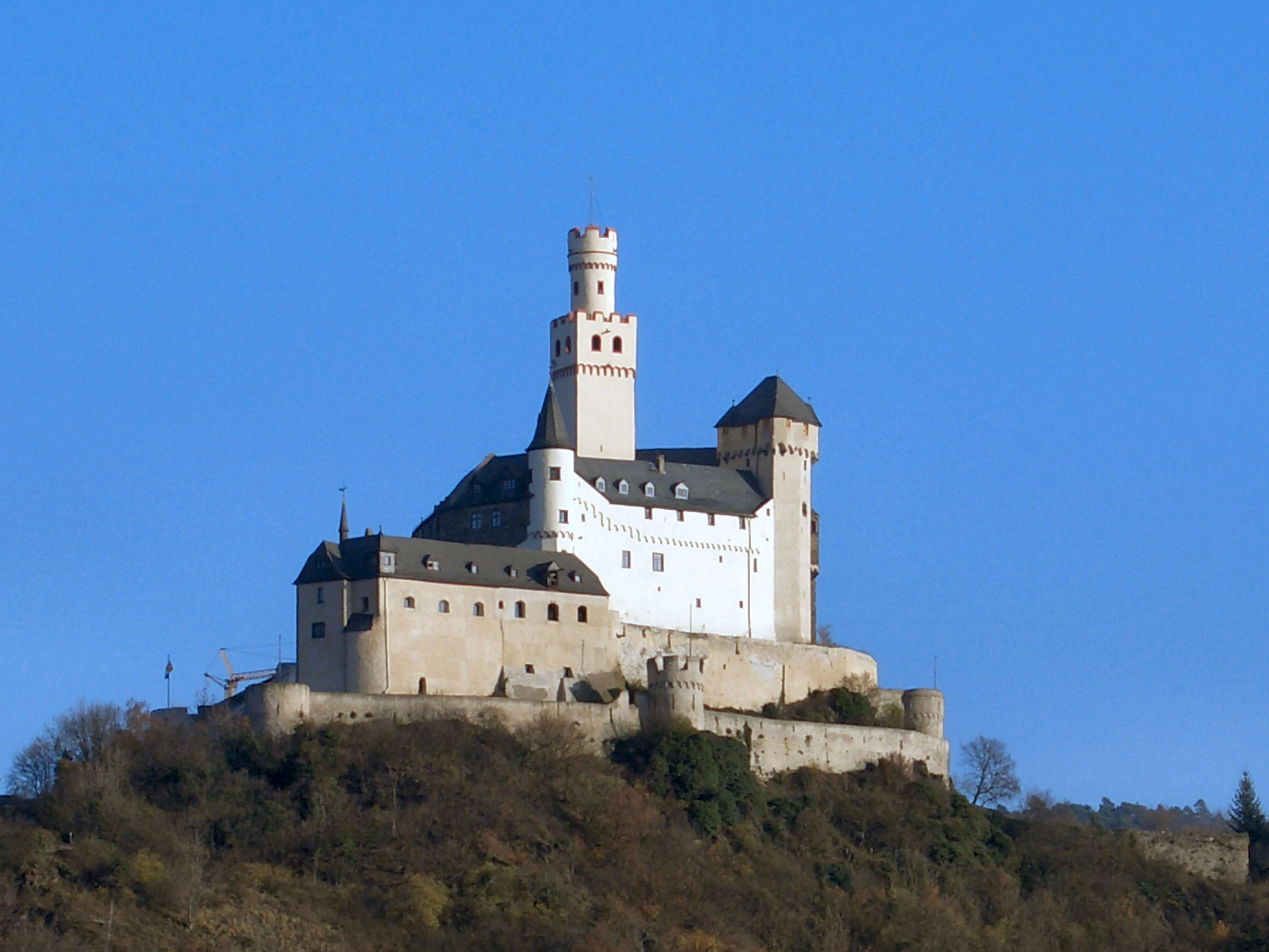
Die Marksburg bei Braubach, einzig nie zerstörte Höhenburg im Mittelrheintal
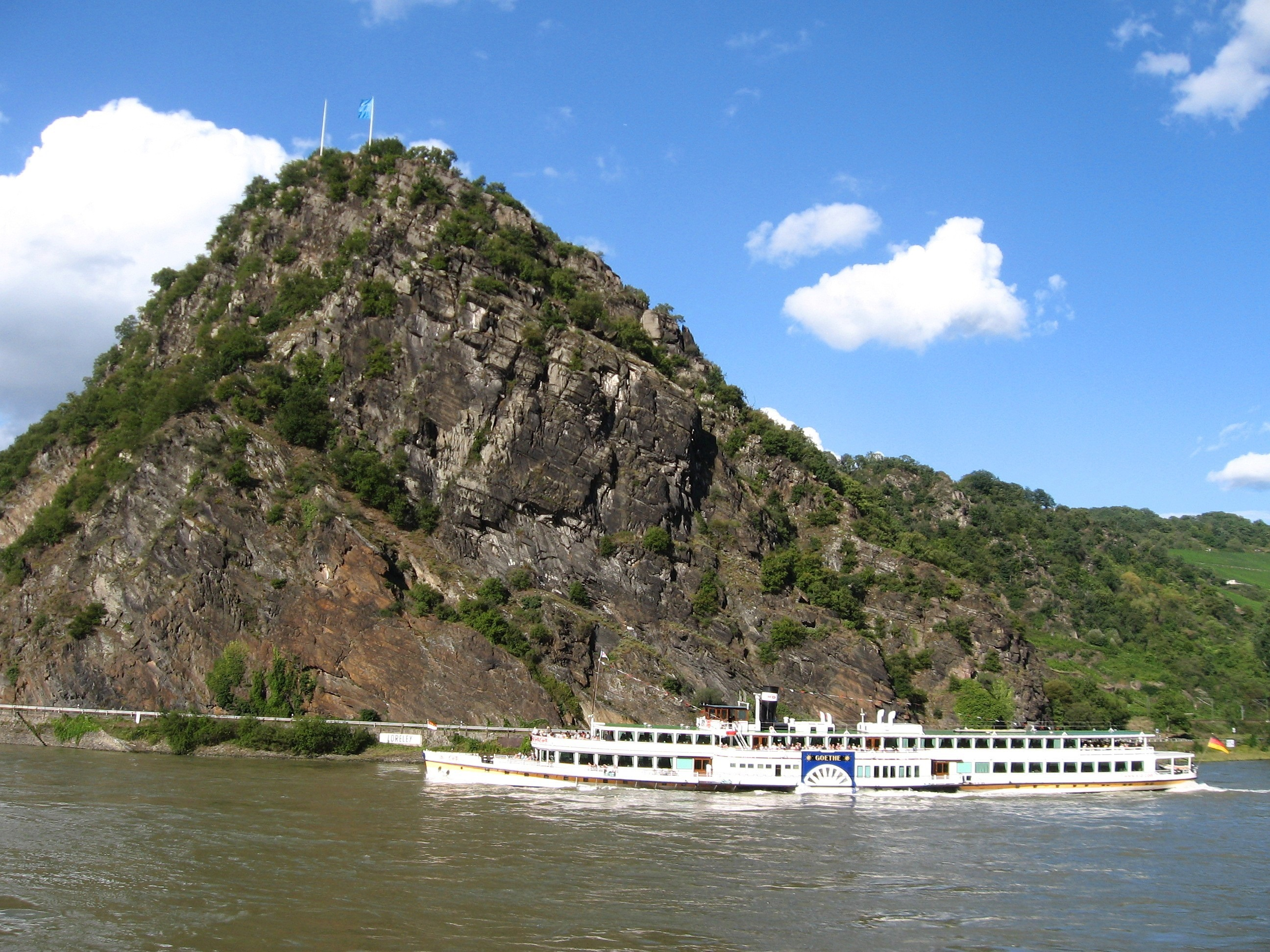
Blick vom linken Rheinufer bei St. Goar auf die Loreley, davor auf dem Rhein die Goethe

## Beschreibung der Kulturlandschaft

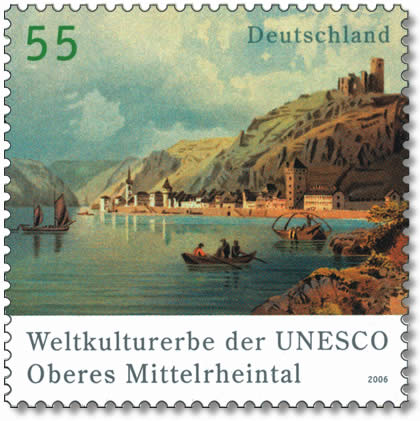
Sonderbriefmarke „Weltkulturerbe der UNESCO Oberes Mittelrheintal“ aus dem Jahr 2006

### Kriterien
Voraussetzung ist hinsichtlich der unten genannten Kriterien ein geschlossener Landschaftsraum, der eine gewisse Einzigartigkeit aufweist und vom Menschen eine besondere Ausgestaltung erfuhr. Im Oberen Mittelrheintal ist dies im Rheindurchbruch durch das Rheinische Schiefergebirge gegeben. Das Tal mit steilen Felshängen erzwang die Nutzung in Form von Terrassen, die das Tal im Laufe der Jahrhunderte gestalteten. Besonders geprägt wurde es durch den seit dem 8. Jahrhundert nachgewiesenen Weinanbau auf Terrassen, die Schiefergewinnung und die Niederwaldwirtschaft. Landwirtschaft war nur auf den Hochflächen möglich.
Einzigartig ist daneben die Vielzahl der ca. 40 Burgen und Schlösser, die entlang von nur 67 Stromkilometern errichtet wurden. Das Obere Mittelrheintal ist der Inbegriff der Rheinromantik und zudem die klassische Verkehrslandschaft (wichtiger Schifffahrtsweg, zwei Bundesstraßen und zwei Bahntrassen).

### Lage
Die Kulturlandschaft Oberes Mittelrheintal deckt sich im Wesentlichen mit der naturräumlichen Haupteinheit Oberes Mittelrheintal, greift aber im Süden und Norden darüber hinaus. Im Süden ist der Naturraum um die Stadtgebiete von Bingen und Rüdesheim erweitert. Am nördlichen Ende gehören zusätzlich große Teile von Koblenz zum Welterbe; die Stadt gehört schon zum Mittelrheinischen Becken. Damit schließt das Welterbegebiet für die Entwicklung der Kulturlandschaft bedeutende Städte ein. Es erstreckt sich von Rheinkilometer 526 bis 593 auf einer Länge von 67 km entlang des Durchbruchtals des Rheins durch das Rheinische Schiefergebirge zwischen Bingen/Rüdesheim und Koblenz.

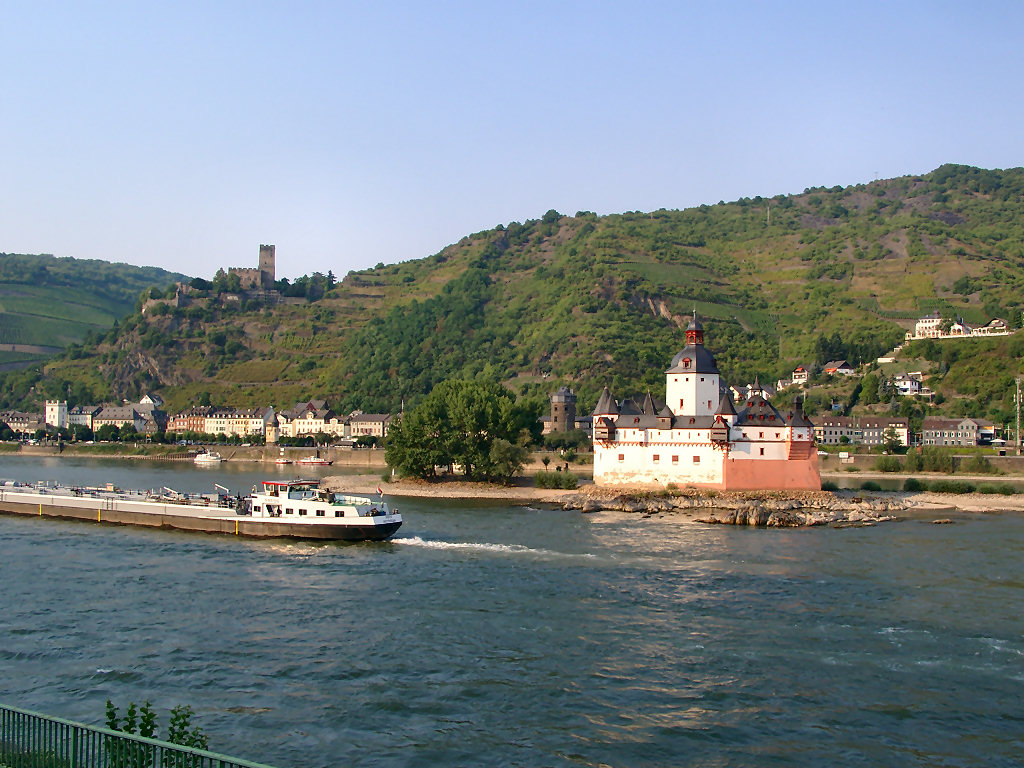
Burg Pfalzgrafenstein und Burg Gutenfels (Hintergrund) bei Kaub
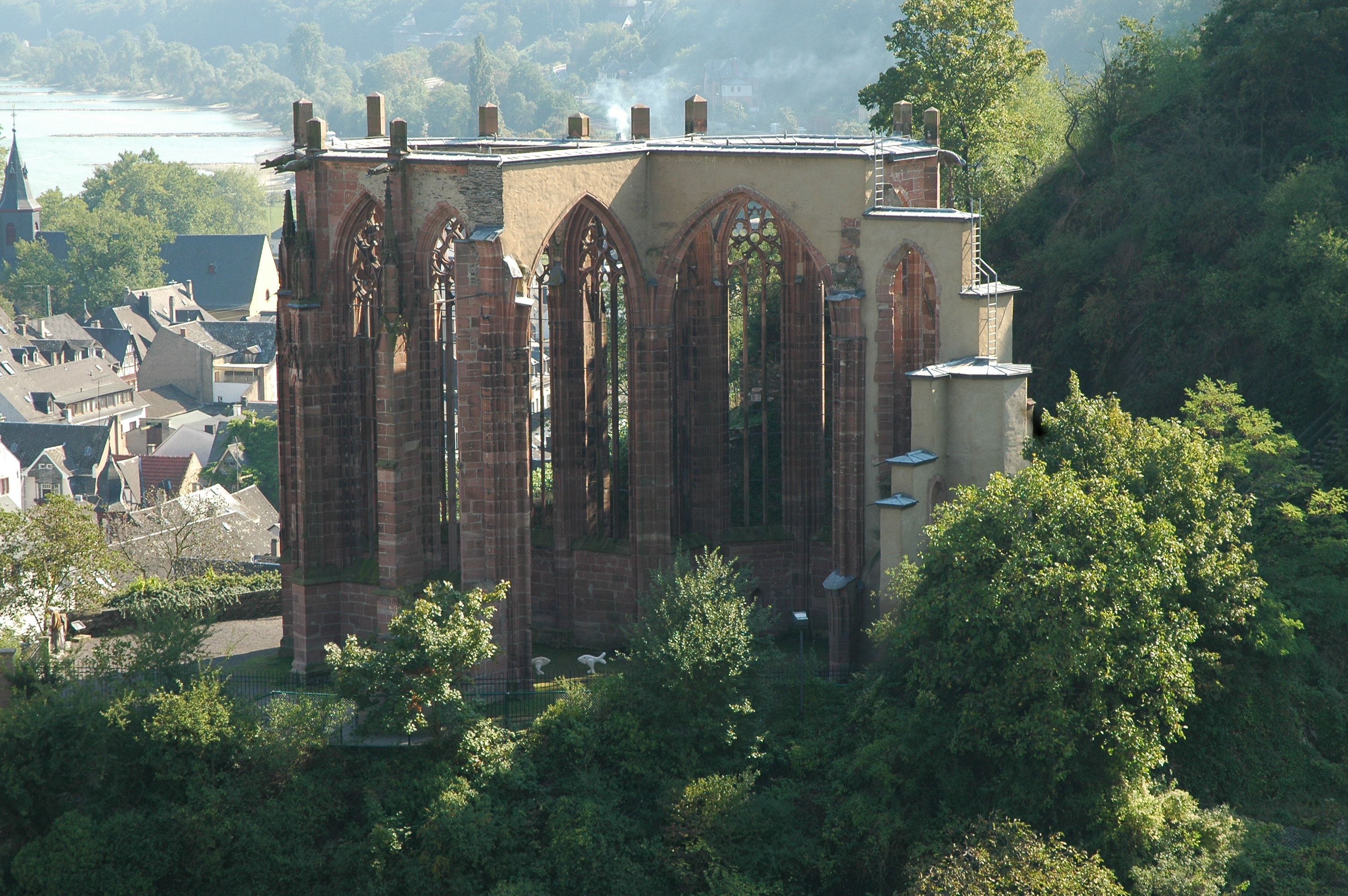
Die Ruine der Wernerkapelle bei Bacharach
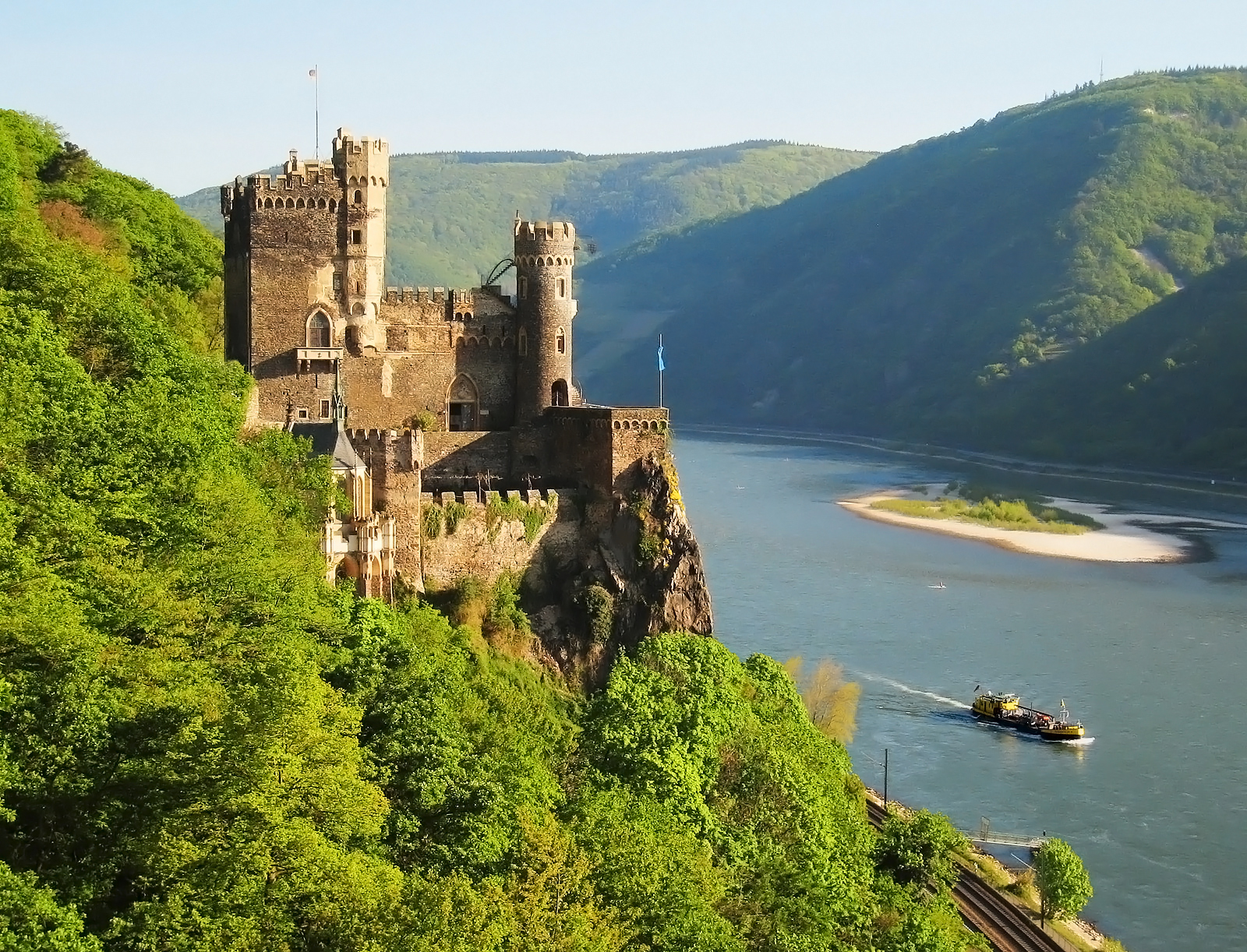
Burg Rheinstein, die erste im 19. Jahrhundert wiederaufgebaute Burg im Mittelrheintal
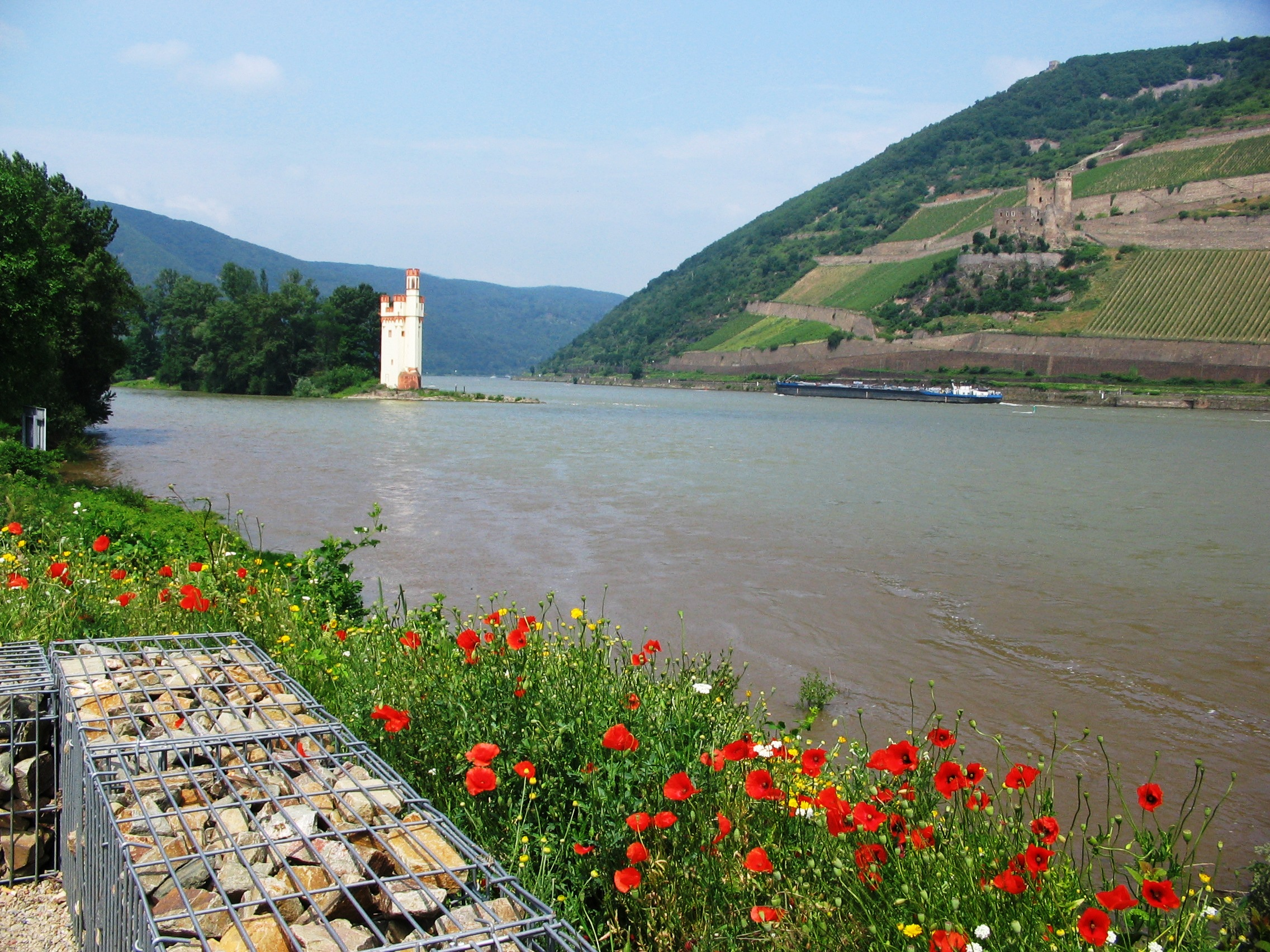
Das Binger Loch ist das südliche Tor ins Welterbe, links der Binger Mäuseturm, rechts die Burg Ehrenfels
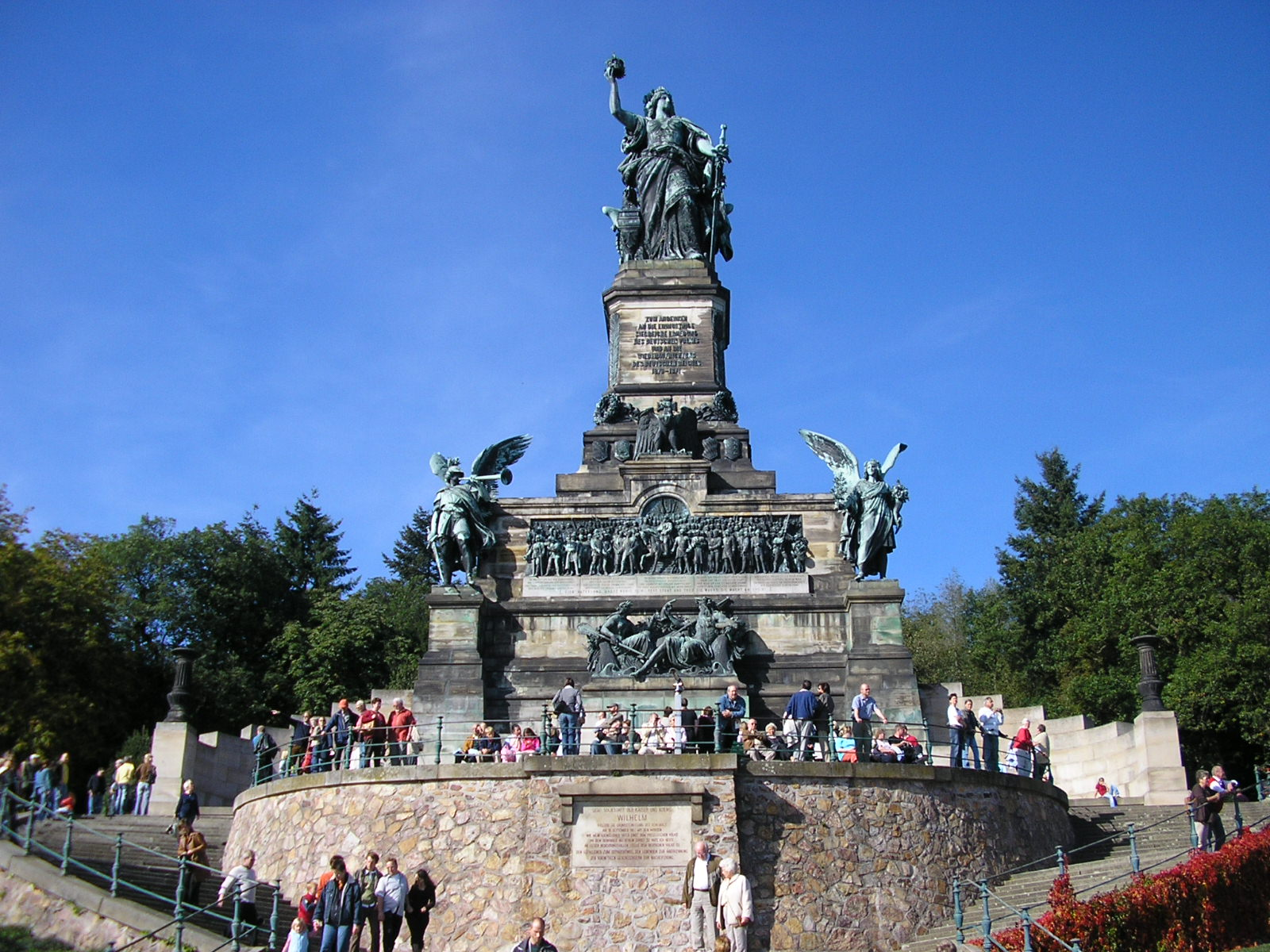
Das Niederwalddenkmal mit der Germania bei Rüdesheim

### Landschaften
Das Obere Mittelrheintal wird westlich vom Hunsrück und östlich vom Taunus begrenzt. In Bingen gehört der Rochusberg zum Welterbe, bevor es dann über das Binger Loch in das Rheinengtal eintritt. Das Tal selbst ist gekennzeichnet von einer kargen, steil aufragenden Felsenlandschaft. Der Fluss hat sich mit Macht in das Rheinische Schiefergebirge eingegraben. Gesteine und Fossilien zeugen von etwa 410 Millionen Jahren Erdgeschichte. Der windungsreiche Flussverlauf des Rheins ist auch heute noch durch Untiefen gefährlich für die Rheinschifffahrt. An der Loreley, dem weltberühmten und sagenumwobenen Schieferfelsen, befinden sich die gefährlichsten Felsen im Fluss.
Vielerorts wird an den steilen Hängen Wein angebaut. Das Gebiet gehört größtenteils zum Weinbaugebiet Mittelrhein, im Süden befindet sich ein kleiner Teil des Weinbaugebiets Rheingau. Die Hanglagen des Tals sind von dichten Wäldern überzogen. Am schmalen Ufer des Rheins oder in den Seitentälern drängen sich die Siedlungen, über denen meist auf den Felsvorsprüngen eine mittelalterliche Burg thront. Im nördlichen Teil bildet der Bopparder Hamm die größte Rheinschleife. Nach Austritt aus dem Rheinengtal und dem Erreichen der Großstadt Koblenz endet das Welterbegebiet im Neuwieder Becken kurz nach der Moselmündung am Deutschen Eck.

### Siedlungsstruktur
Das Gebiet des Welterbes Kulturlandschaft Oberes Mittelrheintal umfasst eine Fläche von ca. 620 km², wobei die Kernzone ca. 273 km² einnimmt. Rund 60 Städte und Gemeinden befinden sich hier mit einer Einwohnerzahl von etwa 170.000 Menschen. In Rheinland-Pfalz gehören Teile der kreisfreien Stadt Koblenz sowie Teile der Landkreise Mainz-Bingen, Mayen-Koblenz, Rhein-Hunsrück und Rhein-Lahn zum Welterbegebiet. In Hessen ist dies ein Teil des Rheingau-Taunus-Kreises. Linksrheinisch befinden sich die Städte Bingen, Trechtingshausen, Niederheimbach, Rheindiebach, Bacharach, Oberwesel, Sankt Goar, Hirzenach, Bad Salzig, Boppard, Spay, Brey, Rhens und Koblenz sowie auf dem rechten Ufer die Städte Rüdesheim, Assmannshausen, Lorch, Kaub, Sankt Goarshausen, Kestert, Kamp-Bornhofen, Filsen, Osterspai, Braubach, Lahnstein und Koblenz im Welterbegebiet.

### Kulturdenkmäler

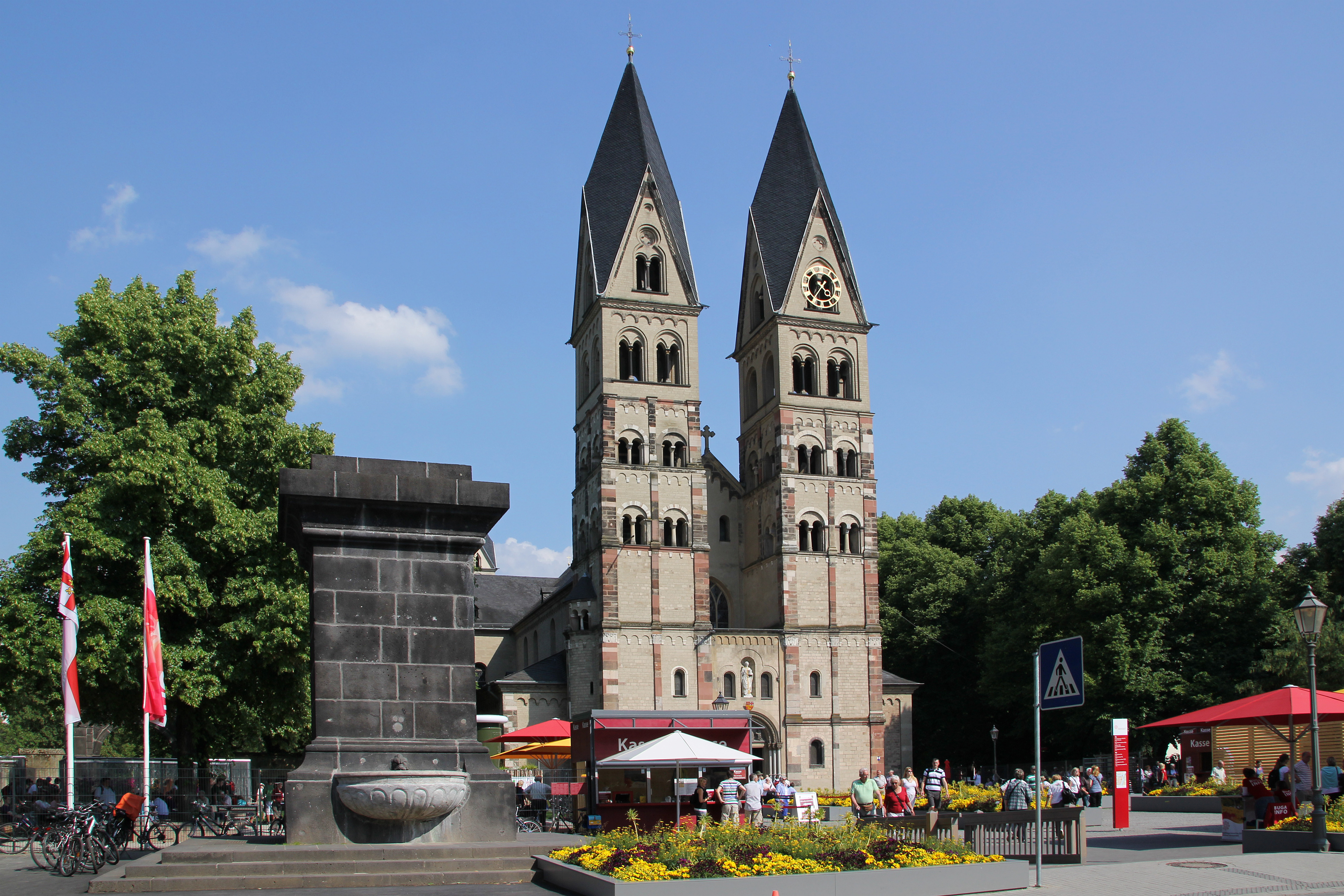
Eines der ältesten erhaltenen Kirchengebäude im Welterbegebiet, die Basilika St. Kastor mit dem Kastorbrunnen in Koblenz

Die herausragendsten Kulturdenkmäler sind die Burgen, Festungen, Schlösser und Kirchengebäude entlang des Mittelrheintals. Die Marksburg als einzig unzerstörte Höhenburg im Mittelrheintal, die Burg Pfalzgrafenstein, sie liegt auf einer Felsinsel inmitten des Rheins, sowie Burg Rheinfels, die im Laufe der Zeit zu einer Festung ausgebaut wurde, sind bedeutende Zeugnisse des Mittelalters. Das Schloss Stolzenfels steht wie kein anderes Schloss als Synonym für die Rheinromantik, die sich nicht nur auf die Rezeption vorhandener Bauten beschränkte, sondern auch zu Restaurierungen und Neubauten anregte. In Koblenz war das Kurfürstliche Schloss die letzte Residenz des Kurfürsten von Trier, bis französische Revolutionstruppen den Kurstaat zerschlugen.
Die mächtigste Festung im Welterbegebiet, die Festung Koblenz, wurde im 19. Jahrhundert von den Preußen erbaut. Als Teil des Befestigungssystems thront bis heute die Festung Ehrenbreitstein über dem Rheintal. Zu den ältesten Kirchengebäuden zählen die geschichtsträchtige romanische Basilika St. Kastor (deren erster Bau 836 geweiht wurde) in Koblenz, die Stiftskirche St. Goar aus dem 11. Jahrhundert sowie die 1136 fertiggestellte spätromanische Johanniskirche in Lahnstein als frühestes Beispiel einer Emporenkirche am Rhein. Als weitere profane und überregional bekannte Bauwerke ragen der Binger Mäuseturm, ein ehemaliger Zollwachturm im Rhein, das Niederwald-Denkmal mit der Germania bei Rüdesheim und das Deutsche Eck mit dem Reiterstandbild Kaiser Wilhelms I. an der Moselmündung hervor. Ein bedeutendes Bodendenkmal am Mittelrhein ist das römische Kastell in Boppard. Es gehört zu den besterhaltenen seiner Art in Deutschland.

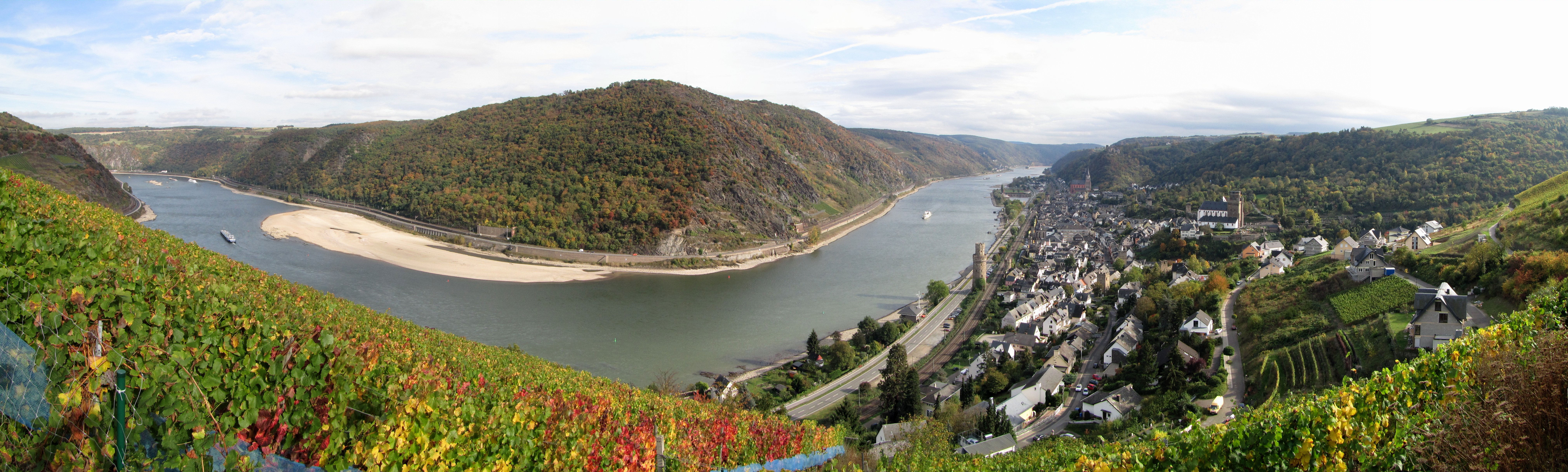
Das Mittelrheintal bei Oberwesel

### Wirtschaft und Verkehr
Der wichtigste Verkehrsweg mit überregionaler Bedeutung war schon immer der Rhein. Die Bundeswasserstraße gehört zu den am stärksten befahrenen Wasserstraßen der Welt. Das Mittelrheintal bildet dabei mit dem Durchbruch ins Rheinische Schiefergebirge eine besondere Engstelle bedingt durch seine engen Kurven und Untiefen. Um die Gefahr für die Rheinschifffahrt so gering wie möglich zu halten, gibt es die Wahrschau am Mittelrhein. Die B 9 auf linksrheinischer Seite und die B 42 auf rechtsrheinischer Seite sind die wichtigsten Verkehrsstraßen im Mittelrheintal. Daneben verlaufen die mit hohem Verkehrsaufkommen verbundenen Eisenbahnstrecken links und rechts des Rheins.

### Tourismus

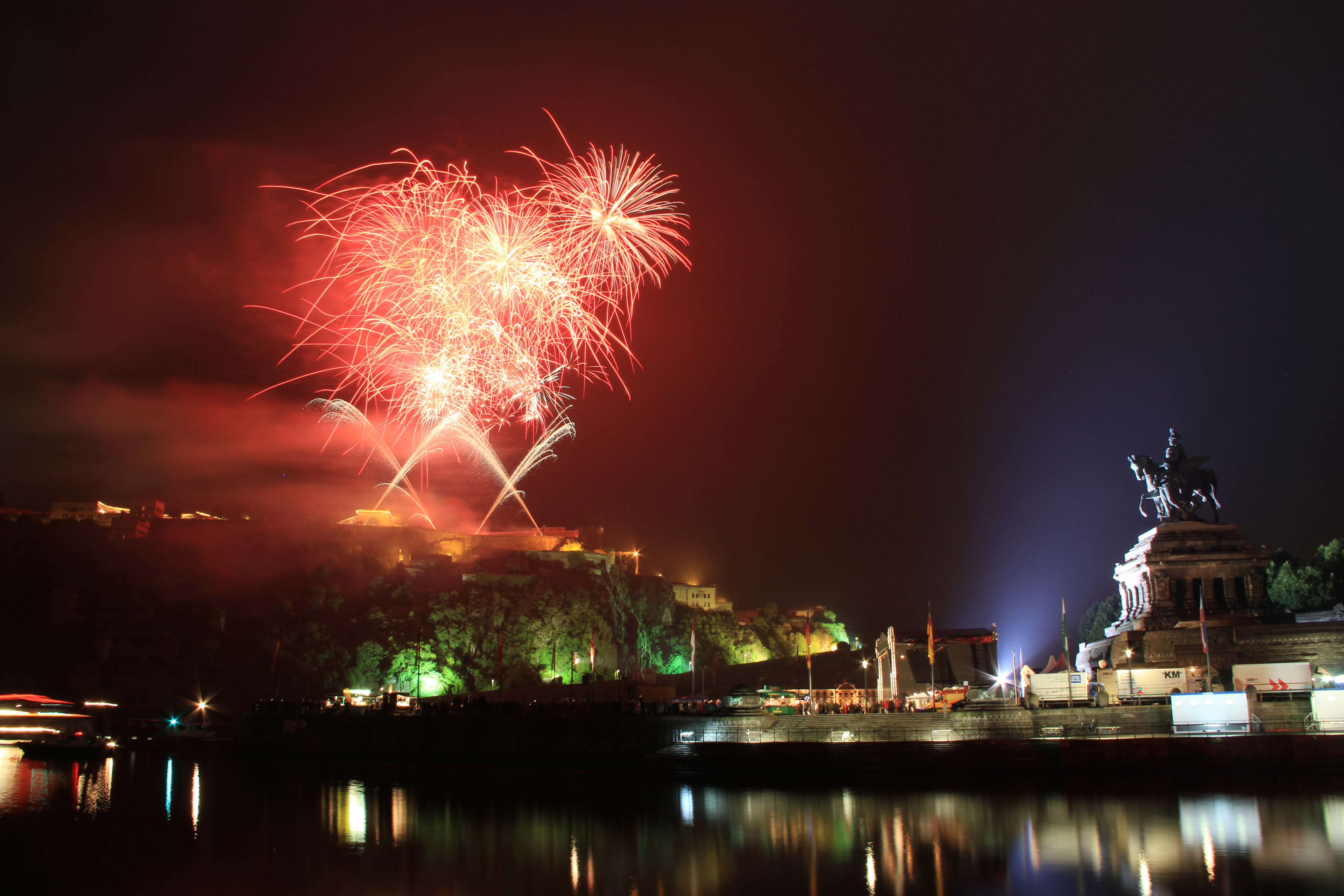
Rhein in Flammen 2011 von der Festung Ehrenbreitstein in Koblenz

Das Mittelrheintal ist seit dem 19. Jahrhundert Anziehungspunkt für Touristen. Junge britische Adlige auf der Grand Tour nach Italien entdeckten den Mittelrhein im 18. Jahrhundert. Mit der deutschen Romantik wurde der Mittelrhein auch in Deutschland zu einem Sehnsuchtsziel. Der durch die Rheinromantik ausgelöste Tourismus, befördert durch die Aufnahme des Dampfschiff-Linienverkehrs durch die Köln-Düsseldorfer 1827 und den Bau der Eisenbahn in den 1840er bis 1870er Jahren, brachte dem Mittelrhein eine neue wirtschaftliche Blüte, die bis weit ins 20. Jahrhundert anhielt. Das einzige noch heute verbliebene Schaufelradschiff auf dem Rhein ist die Goethe, die zwischen Koblenz und Rüdesheim verkehrt.
Das Interesse der deutschen wie der ausländischen Touristen am Mittelrhein ging nie verloren, nahm aber ab den 1980er Jahren merklich ab. Um den Mittelrhein im 21. Jahrhundert wieder attraktiver zu machen, wurden unter anderem neue Fernwanderwege eröffnet, der Rheinsteig auf der rechten Rheinseite, linksrheinisch der Welterbesteig Oberes Mittelrheintal und der Rheinburgenweg auf beiden Rheinseiten, die ein besonders intensives Erleben der Kulturlandschaft ermöglichen.
Als touristische Veranstaltungen finden im Mittelrheintal alljährlich Weinfeste statt sowie in verschiedenen Orten Volksfeste, an deren Ende das Feuerwerk Rhein in Flammen steht. Auf der Strecke Spay-Koblenz fährt dabei der größte Schiffskorso Europas an bengalisch erleuchteten Rheinburgen und Schlössern vorbei. Er endet an der Festung Ehrenbreitstein, von wo aus dann das größte Feuerwerk im Mittelrheintal abgeschossen wird. Der autofreie Sonntag Tal Total und der Mittelrhein-Marathon sind weitere sportliche Großveranstaltungen.
Besonders mit dem Welterbe verbunden ist die 2007 gegründete Kooperation Welterbe-Gastgeber, die besondere Qualitätsmaßstäbe bei den Mitgliedern voraussetzt und den Welterbetouristen regionale Produkte und Spezialitäten anbietet. Bei einem wöchentlichen Treff bringt man sich in gemeinsame Aktionen und Veranstaltungen ein, wie zum Beispiel die Mittelrhein Momente.
Das Romanticum im Forum Confluentes in Koblenz beherbergt eine interaktive Ausstellung zum Thema UNESCO-Welterbe Oberes Mittelrheintal. Besucher begeben sich an Bord eines virtuellen Dampfschiffes und erleben eine Reise durch das Mittelrheintal, das für seine Rheinromantik bekannt ist.
Der Lärm durch bis zu 20 Züge pro Stunde dürfte nach Eröffnung des Gotthard-Basistunnels noch zunehmen; viele der Hotels sind in Privatbesitz und schon länger nicht renoviert worden, was Touristen veranlasst, anderswo zu nächtigen.

Ausblick vom Aussichtsturm Siebenburgenblick am Rheinburgenweg auf das Rheintal zwischen Trechtingshausen und Bacharach
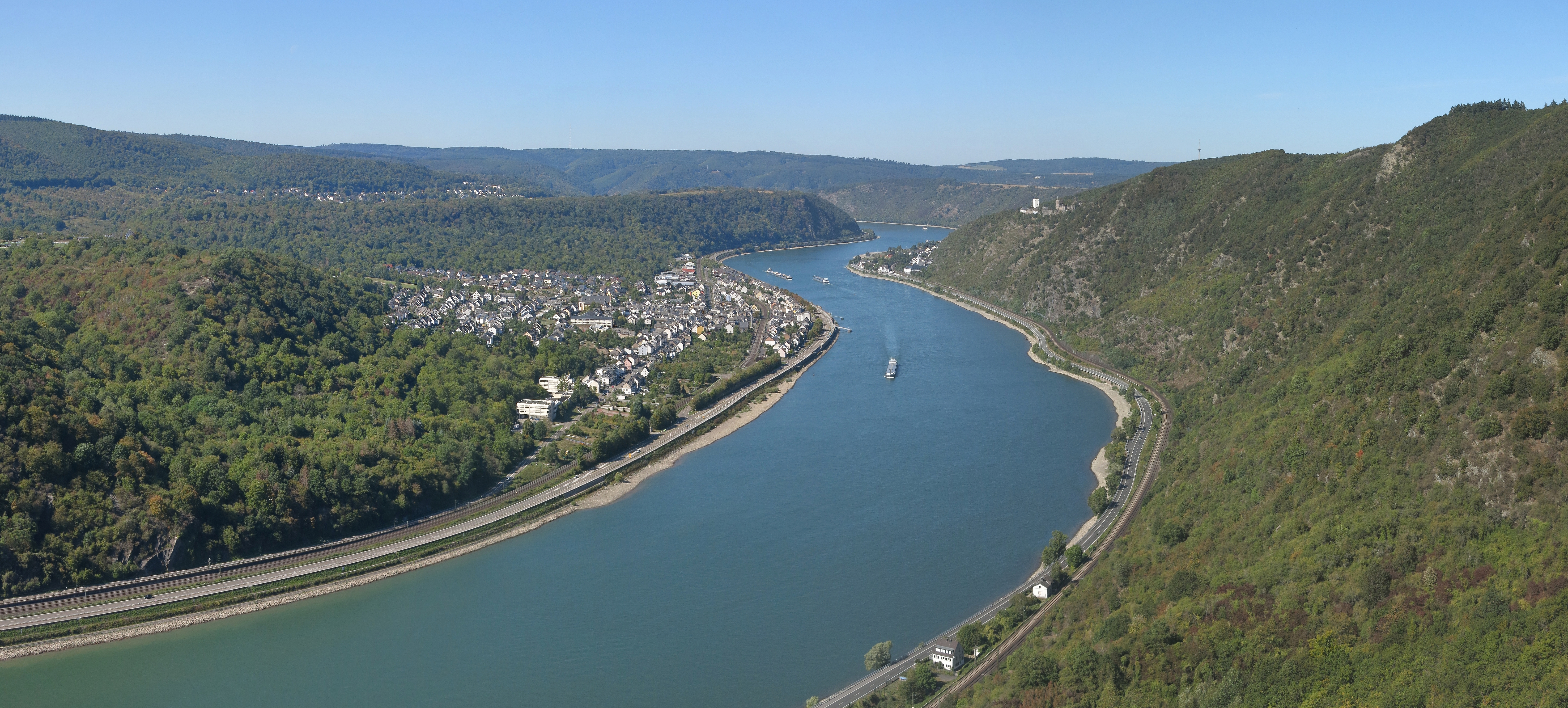
Ausblick von der Hindenburghöhe am Rheinsteig auf das Rheintal bei Bad Salzig

## Entstehung der Kulturlandschaft

### Burgenbau

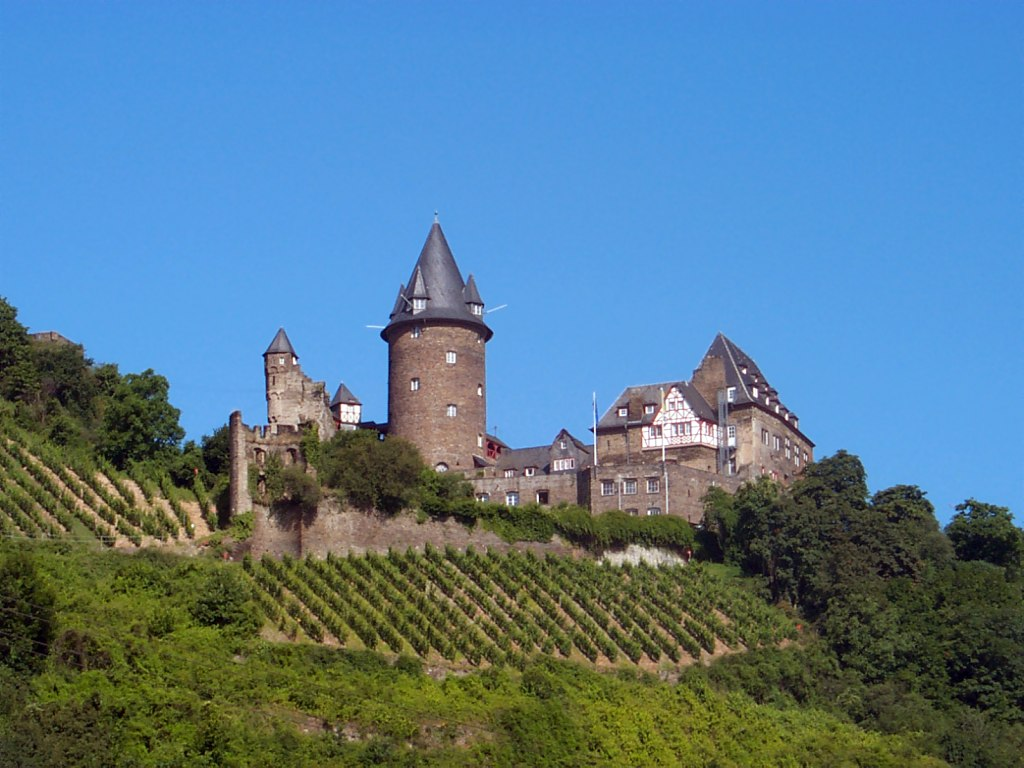
Burg Stahleck

Die Burgen im Oberen Mittelrheintal sind bis auf wenige Ausnahmen vom 12. bis in die erste Hälfte des 14. Jahrhunderts entstanden. Sie wurden meist auf den Mittelterrassen gebaut, die bei der Bildung des Tales entstanden. Im 10. und 11. Jahrhundert war der Burgenbau ein Privileg des Reichs (König, Hochadel). Bauten vor dieser Zeit waren meist in Holz- und Erde-Bauweise ausgeführt.
Ab dem 12. Jahrhundert setzte eine Schwächung des Königtums ein. Die Macht der Fürsten wuchs (ab 1220 und 1231 Übertragung wichtiger Rechte (Regalien) an die geistlichen (Confoederatio cum principibus ecclesiasticis) und weltlichen (Statutum in favorem principum) Reichsfürsten, ab 1273 Wahlkönigtum, 1356 endgültige Ausbildung von Territorialstaaten). Dies war auch die Zeit des Baus der meisten Burgen. Allein vier von sieben Kurfürsten besaßen Gebiete im Oberen Mittelrheintal. Die politische Landkarte zeigte einen Flickenteppich, da diese Gebiete nicht zusammenhängend waren. Zunächst entstanden die Burgen zur Gebietssicherung. Ab dem späten 12. Jahrhundert entdeckten die Fürsten den Zoll als Einnahmequelle, so dass jetzt auch Burgen zur Zollsicherung gebaut wurden. Burgen im Stadtbering wurden im Normalfall als Zwingburg gegen die nach Freiheit strebenden Städter gebaut.
Ende des 14. Jahrhunderts kamen auch hier in der Region Feuerwaffen auf. Spätestens ab dem 15. Jahrhundert waren bauliche Reaktionen nötig, die sich nur begüterte Burgbesitzer leisten konnten. Durch die Feuerwaffen verloren schon im Spätmittelalter viele Burgen ihre strategische Bedeutung. Meist setzte jetzt langsamer Verfall ein oder sie wurden aufgegeben.
Schon im Dreißigjährigen Krieg gab es zahlreiche Zerstörungen durch durchziehende Truppen. Im Pfälzischen Erbfolgekrieg wurden 1689 fast alle Burgen auf der linken Rheinseite durch die Truppen Ludwigs XIV. zerstört (eine Ausnahme war die Burg Rheinfels).
Mit Aufkommen der Rheinromantik wurden viele Burgen nach 1815 bis Ende des 19. Jahrhunderts neu aufgebaut. So ließ beispielsweise der spätere preußische König Friedrich Wilhelm IV. die Burgruine Stolzenfels als Schloss im Stil des Historismus neu entstehen. Die erste von Karl Friedrich Schinkel und Johann Claudius von Lassaulx wiederaufgebaute Burgruine war die Burg Rheinstein im südlichen Welterbeabschnitt.

### Weinbau

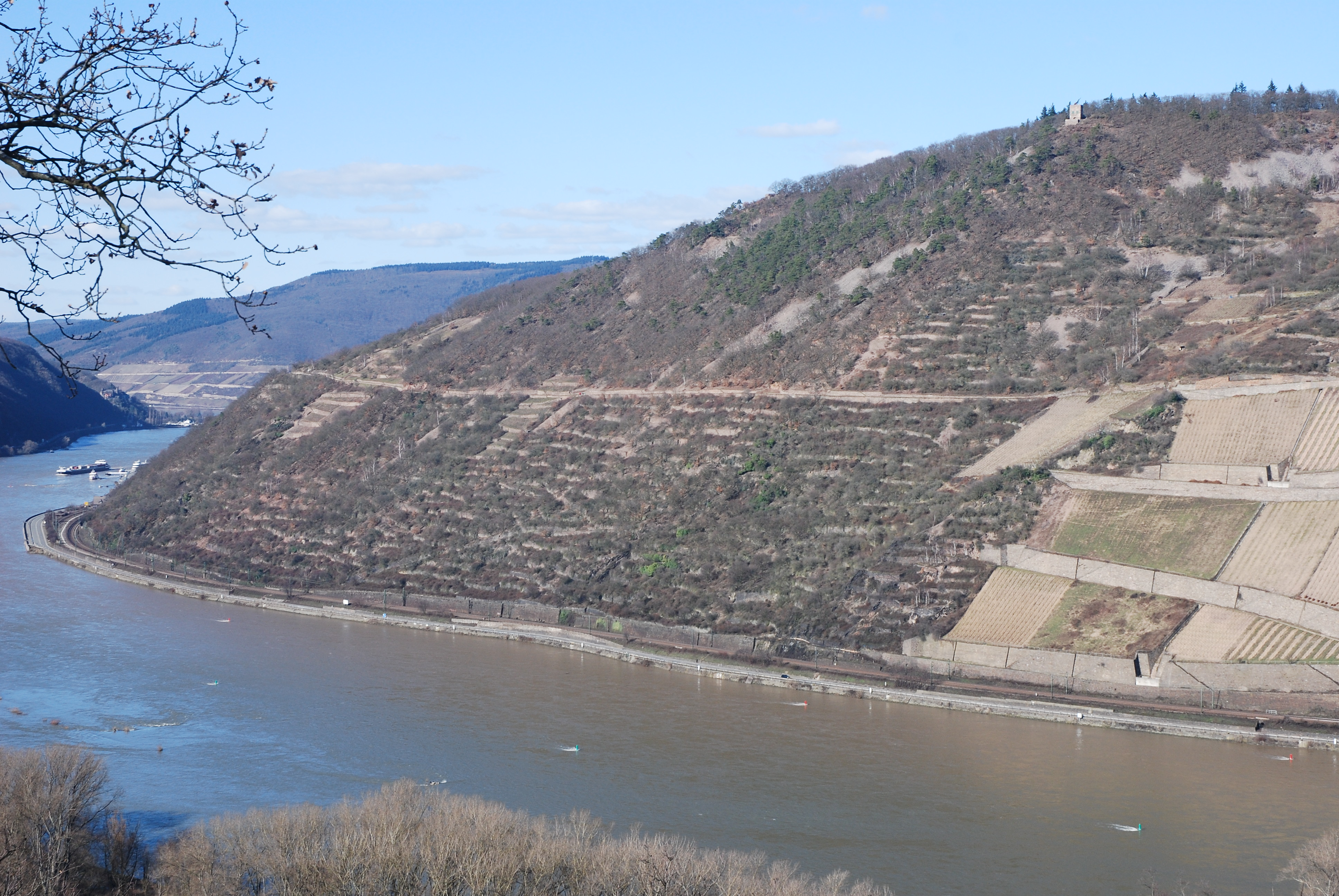
Verbuschte Weinbergsterrassen nahe der Burg Ehrenfels, zwischen Rüdesheim und Assmannshausen, rechts Weinberge nach Flurbereinigung

Weitgehend identisch mit der geographischen Region ist das Weinbaugebiet Mittelrhein, eines der durch das deutsche Weingesetz festgelegten „bestimmten Anbaugebiete“ für Qualitätswein.
Gebracht haben den Weinbau die Römer. Allerdings entwickelte er sich erst im Mittelalter von der Mosel aus nach Süden. Diese Entwicklung verlief in vier Phasen vom 11. bis Ende des 14. Jahrhunderts.
Wesentlich für die Entwicklung war die neue Technik des Terrassenweinbaus. Bebaut wurden Flächen von 25° bis 30° und mehr. Begünstigt war der Anbau durch das Klima. Der Rhein sowie die Schiefer- und Grauwackeverwitterungsböden funktionieren als Wärmespeicher, die große Temperaturschwankungen verhindern. Hinzu kommt der gute Kaltluftabfluss an den steilen Hängen.
Dies kommt vor allem dem spät reifenden Riesling zugute, der hier zu ca. 75 % die Anbauflächen bestimmt. Der Terrassenweinbau war wesentlich kleinteiliger als es die heutige Situation zeigt, die erst nach einer Flurbereinigung in den 1960er Jahren entstanden ist (siehe Bild verbuschte Weinbergsterrassen – links und oberhalb der großflächigen Hänge verbuschte Kleinterrassen, erkennbar an den vielen hellen, querlaufenden Linien). Mit den alten Trockenmauern ging damals auch ein Biotop für Kleinlebewesen verloren. Teilweise sind im Oberen Mittelrheintal noch Terrassen in alter Form in Bewirtschaftung (auch an der alten Bindung der Triebe erkennbar – pro Stock ein Pfahl).
Eine regionale, weit nach Norden gehandelte Spezialität war die Herstellung von Feuerwein im Viertälergebiet um Bacharach (heute wieder im Posthof Bacharach hergestellt). Wein war eines der wichtigsten Handelsgüter im Mittelalter, begünstigt durch den Rhein als wichtigste Wasserstraße und bestehende Reste von Römerstraßen. Daher war er interessant für Grundherren (Wertsteigerung). Die Verbesserung der rechtlichen, sozialen und wirtschaftlichen Lage durch immer mehr benötigte Fachkräfte führte zu neuen Pachtverhältnissen und zum Aufschwung. Im Spätmittelalter war der Hauptteil der Bevölkerung vom Weinbau abhängig. Nach Auflösung vieler Grundherrschaften erfolgte die Aufsplitterung in viele kleine Parzellen.

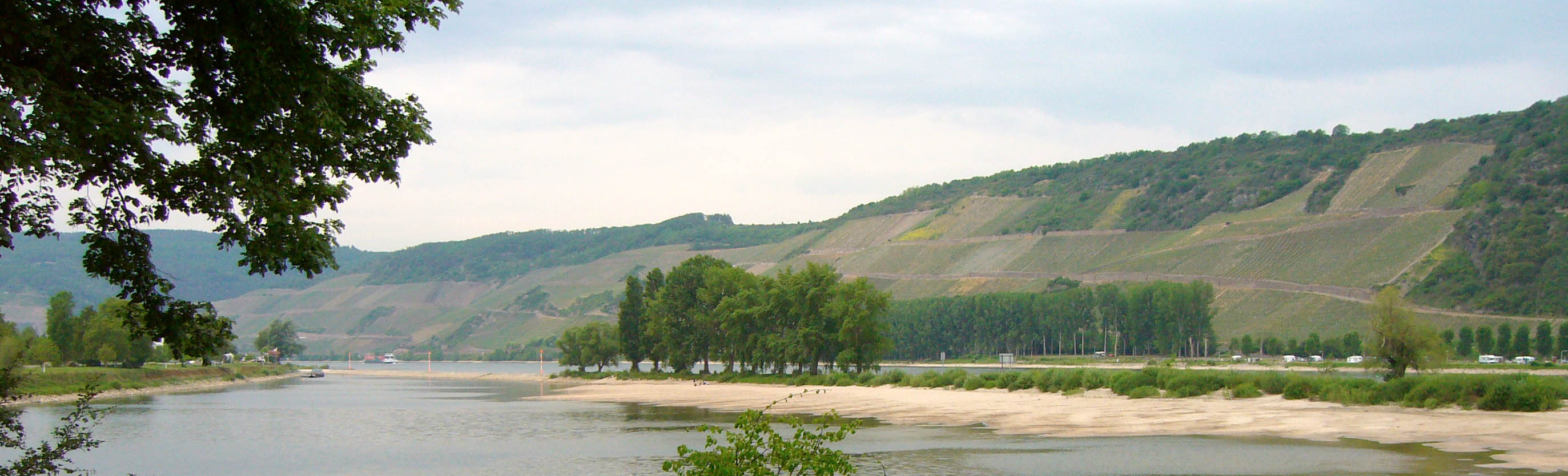
Weinberge am Bopparder Hamm

Bis zum Ende des 16. Jahrhunderts hatte dieser Wirtschaftszweig Hochkonjunktur, dann kam es durch den Dreißigjährigen Krieg zu Rezession und Verfall. Auch bessere Bierpreise sowie Tee und Kaffee schmälerten die Erlöse. Ab 1815 gab es durch die Zugehörigkeit zu Preußen wieder einen großen linksrheinischen Aufschwung (quasi Monopol). Ab 1839 entstand durch den deutschen Zollverein starke Konkurrenz. Dies war der Beginn der Umwandlung vom Haupt- zum Nebenerwerbswinzer. Teilweise gab es zusätzlichen Profit durch die Rheinromantik (Gutsausschank) und die aufkommende Sektindustrie. Ab 1870 erfolgte eine neue Krise wegen der Eisenbahn (verbesserter Transport), der Industrialisierung, billigerer und besserer Konkurrenz aus dem Ausland und dem Aufkommen von Rebschädlingen von Amerika über Frankreich (Mehltau, Reblaus, falscher Mehltau und Heu- und Sauerwurm). Tiefere Ursache des Niedergangs waren die veränderten sozioökonomischen Bedingungen. Bis ins 19. Jahrhundert gab es kaum eine andere Erwerbsmöglichkeit. Dann erfolgten wegen des geringen Profits große Abwanderungen in die aufkommende Industrie. Die linke Seite war erst nach dem Zweiten Weltkrieg mehr betroffen (bis dahin gab es hier kaum Industrie, sowie mehr Fremdenverkehr). Trotz der in den 1960er Jahren bei 92 % der Flächen durchgeführten Flurbereinigung erfolgte ein weiterer Rückgang wegen der mangelnden Profitsituation.
58 % der um 1900 vorhandenen Weinbergsflächen sind heute vollständig und unwiederbringlich brachgefallen. Weitere 16 % weisen einen Bracheanteil von 40–80 % auf. Übrig geblieben sind gerade einmal rund 480 ha – Tendenz sinkend auf im Jahr 2006 noch ca. 380 ha tatsächlich bestockte Fläche. Die Weinbaubrachen verbuschen und werden schließlich vom Wald zurückgeholt. Dies ist hier ein großes Problem. Wenn man den Charakter der Landschaft erhalten will, sind große Anstrengungen nötig, um für die Terrassen neue Nutzungen zu finden, oder sie zumindest offen zu halten. Ein gelungenes Beispiel zum Erhalt des Weinbaus ohne tiefgreifende Erdbewegungen in die Landschaft stellt die Flurbereinigung im Oelsberg bei Oberwesel dar. Durch Querterrassierung des Geländes und die Anlage einer Tropfberegnungsanlage konnten ehemalige Kleinparzellen in der Bewirtschaftung gehalten werden. Auch in Bacharach ist eine sanfte Umgestaltung zur leichteren Bewirtschaftung des Rebgeländes in Planung. Besonders landschaftsprägende Einzellagen wie am Roßstein gegenüber Oberwesel, unter der Burg Stahleck Bacharach oder um die Burg Gutenfels Kaub verdienen die Weiterbewirtschaftung, um den Reiz der Kulturlandschaft zu erhalten. Viele Burgen haben an ihrem Fuße mittlerweile aufgelassenes und stark verbuschtes Rebgelände. Eine Wiederaufrebung unterstützt die viel umworbene Postkartenidylle, denn das lichte, feingegliederte Grün und im Herbst satte Gelb der kleinparzellierten Rebterrassen heben sich optisch gut vom Grün des Waldes ab. Trotz Flurbereinigung ist die Mechanisierung begrenzt, da die Flächen meist zu steil sind, um sie mit radgetriebenen Traktoren oder Traubenvollerntern zu befahren. Daher ist die Rentabilität nur für Betriebe mit Flaschenweinvermarktung gegeben, die meist noch ein Zusatzeinkommen durch Vermietung von Ferienwohnungen oder durch Gastronomie (typische Wein- und Straußwirtschaften) bestreiten.

### Bergbau

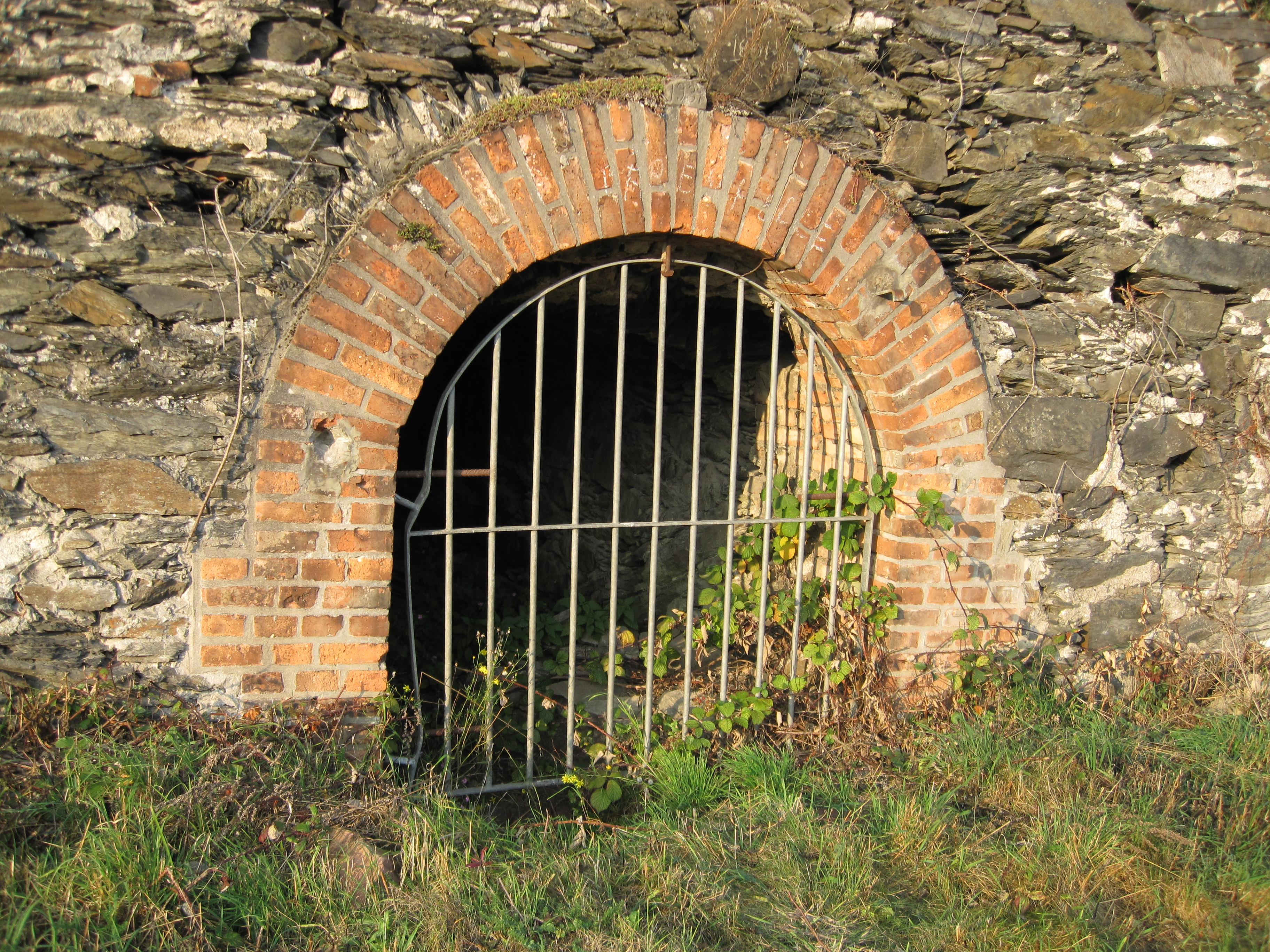
Stollenmundloch der ehemaligen Grube Gute Hoffnung zwischen St. Goarshausen-Ehrenthal und -Wellmich

Beiderseits des Rheintals wurden bereits seit der Römerzeit Eisen- und andere Erze abgebaut. Fördertürme und verarbeitende Betriebe waren landschaftsprägende Elemente bis nach dem Zweiten Weltkrieg wie die Überreste der Grube Amalienhöhe bei Waldalgesheim bezeugen.
Fast gänzlich aus dem Landschaftsbild verschwunden sind die Tagesanlagen der Grube Gute Hoffnung, die seit dem 18. bis ins 20. Jahrhundert hinein zu beiden Seiten des Rheins bei Sankt Goar und Sankt Goarshausen-Ehrenthal Blei- und Zinkerze förderte.
In der Blei- und Silberhütte bei Braubach wurde seit 1691 zuerst Silber, später dann Blei abgebaut. Markant sind die vom Rheintal aus gut sichtbaren drei Schornsteine, zu denen der Hüttenrauch über Rauchkanäle auf eine Anhöhe geleitet wurde.
Die Bedeutung des Schieferbergbaus für die Mittelrheinregion belegt die denkmalgeschützte Anlage der Grube Wilhelm-Erbstollen in Kaub.

### Waldwirtschaft

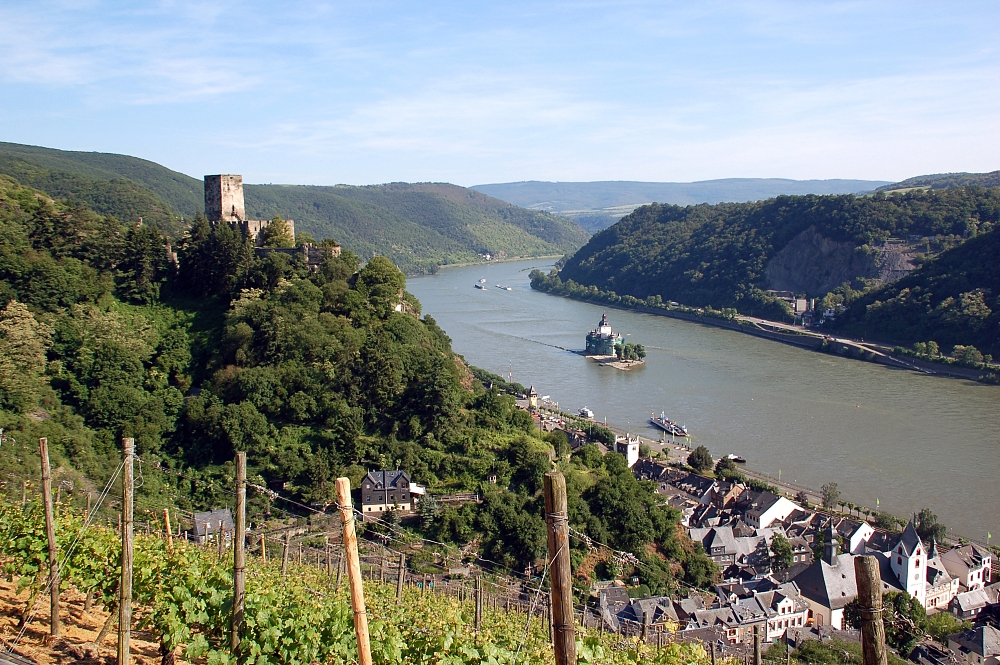
Das Mittelrheintal bei Kaub

Ursprünglich waren weite Teile des Tals bewaldet. Im Flusstal wuchsen Auwälder aus Silberweiden, an den Hängen Eichen und Hainbuchen – auf besseren Böden auch Buchen.
Die erste wirtschaftliche Nutzung erfolgte durch die Römer, die auch Rodungen für Acker- und Weideflächen vornahmen. Mit dem karolingischen Landesausbau (Höhepunkt im 13. Jahrhundert) kam es zu einer Erhöhung der Siedlungs- und Bevölkerungsdichte. In dieser Periode wurden die Weinberganlagen erschlossen und auf den Terrassen begann die Nutzung des Geländes als Acker- und Weideflächen. Ende des 14. Jahrhunderts gab es ca. 50 % Wald weniger. Jetzt erkannte man die wirtschaftliche Bedeutung und die Waldnutzung wurde für die Region überlebensnotwendig.
Waldnutzungsformen vom Mittelalter bis ins 19. Jahrhundert:
- Hauptnutzung war die Holzentnahme als Bau- und Brennstoff sowie zur Herstellung von Geräten.
- Die Waldweide lieferte durch Gräser und Kräuter im Hochwald Nahrung für das Vieh. Beim Eintrieb von Schweinen nutzte man Eicheln und Bucheckern im Herbst zur Mast. Grünlaub wurde ebenfalls verfüttert und als Stallstreu genutzt. Eine beliebte Methode war das „Schneiteln“ von Bäumen, also das Abschneiden von belaubten Zweigen zur Gewinnung von Viehfutter. Auch wurden Bäume „auf den Stock gesetzt“ indem man sie bis zum Wurzelstock kappte. Die Stockausschläge wurden etwa alle sieben Jahre als Brennholz genutzt. Das war nur bei Baumarten wie Eiche und Hainbuche möglich, da sie die Fähigkeit zur Verjüngung durch Neuaustrieb haben. Auf diese Weise entstand ein „Niederwald“.
- Bei der Wald-Feld-Wechselwirtschaft nutzte man die Flächen als Ackerland. Nach einer Brandrodung folgte 1–3 Jahre eine Zwischennutzung als Anbaufläche (z. B. Roggen), der sich eine Brache von 10–20 Jahren anschloss. Teilweise wurden während der Brache die Flächen auch als Weide genutzt.
- Eine wichtige Einkommensquelle war die Gewinnung von Eichengerbrinde (Lohe). Die Bäume wurden etwa in Mannshöhe gekappt und die Rinde mit dem Lohlöffel abgeschält. Auch diese Flächen konnte man als Ackerland zwischennutzen.
- Weitere Nutzungsformen waren die Köhlerei (Holzkohle zur Erzverhüttung), Aschebrennerei (Pottasche für die Glasindustrie), die Seifensiederei (als Bleichmittel) sowie die Gewinnung von Weidenruten.

Heute wird das Tal von durchgewachsenen Niederwäldern beherrscht. Bei vielen Eichen ist das an knubbeligen Auswüchsen über dem Wurzelstock erkennbar. Der letzte „Abtrieb“ erfolgte nach dem Zweiten Weltkrieg durch die Franzosen als Reparationsleistung. Da die Bäume mittlerweile zu groß geworden sind, droht hier Gefahr, weil die kargen Hänge die Last nicht mehr tragen können.

## Gefährdungen für die Kulturlandschaft

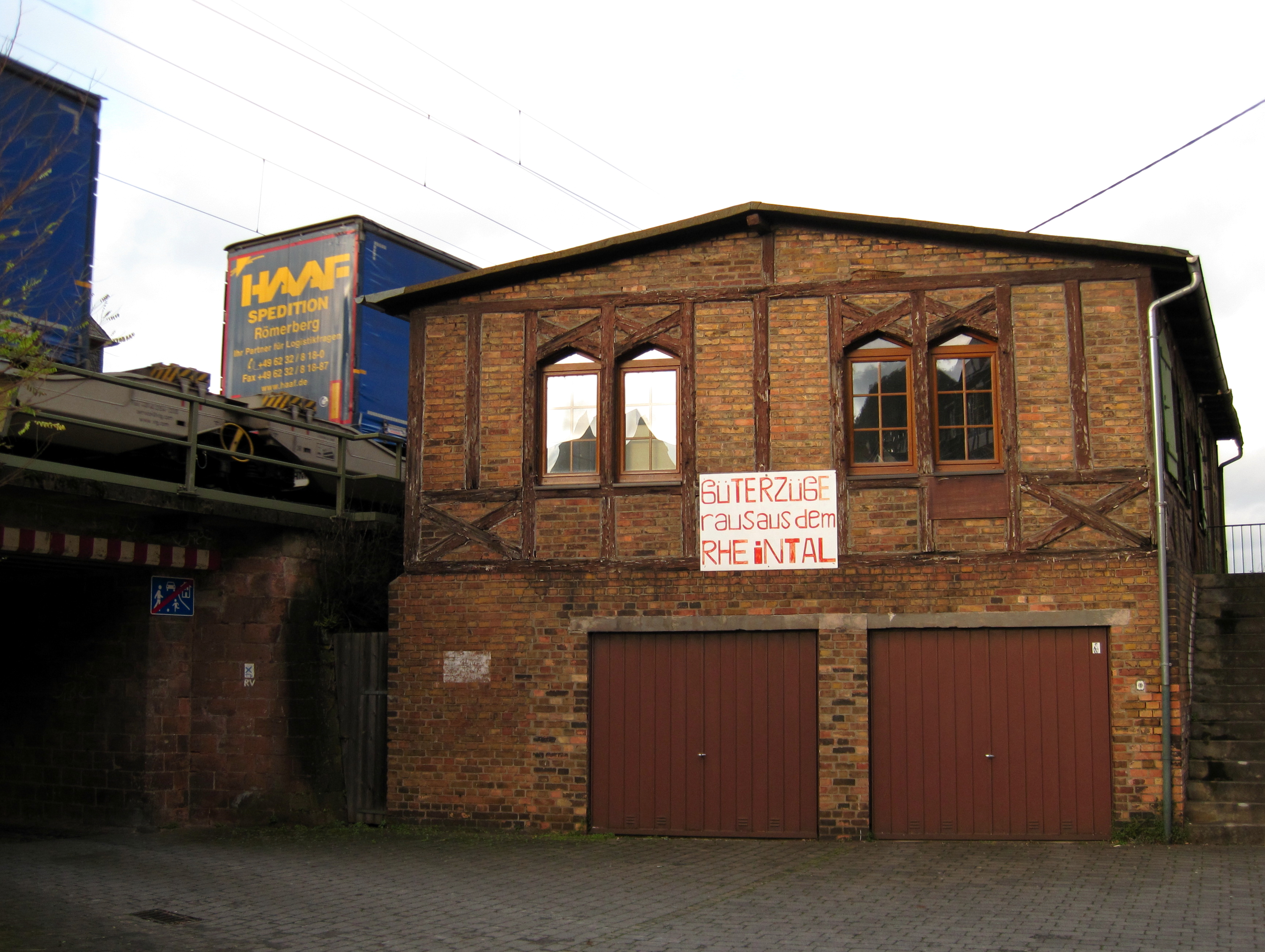
Protest in Kaub gegen Güterverkehr im Mittelrheintal

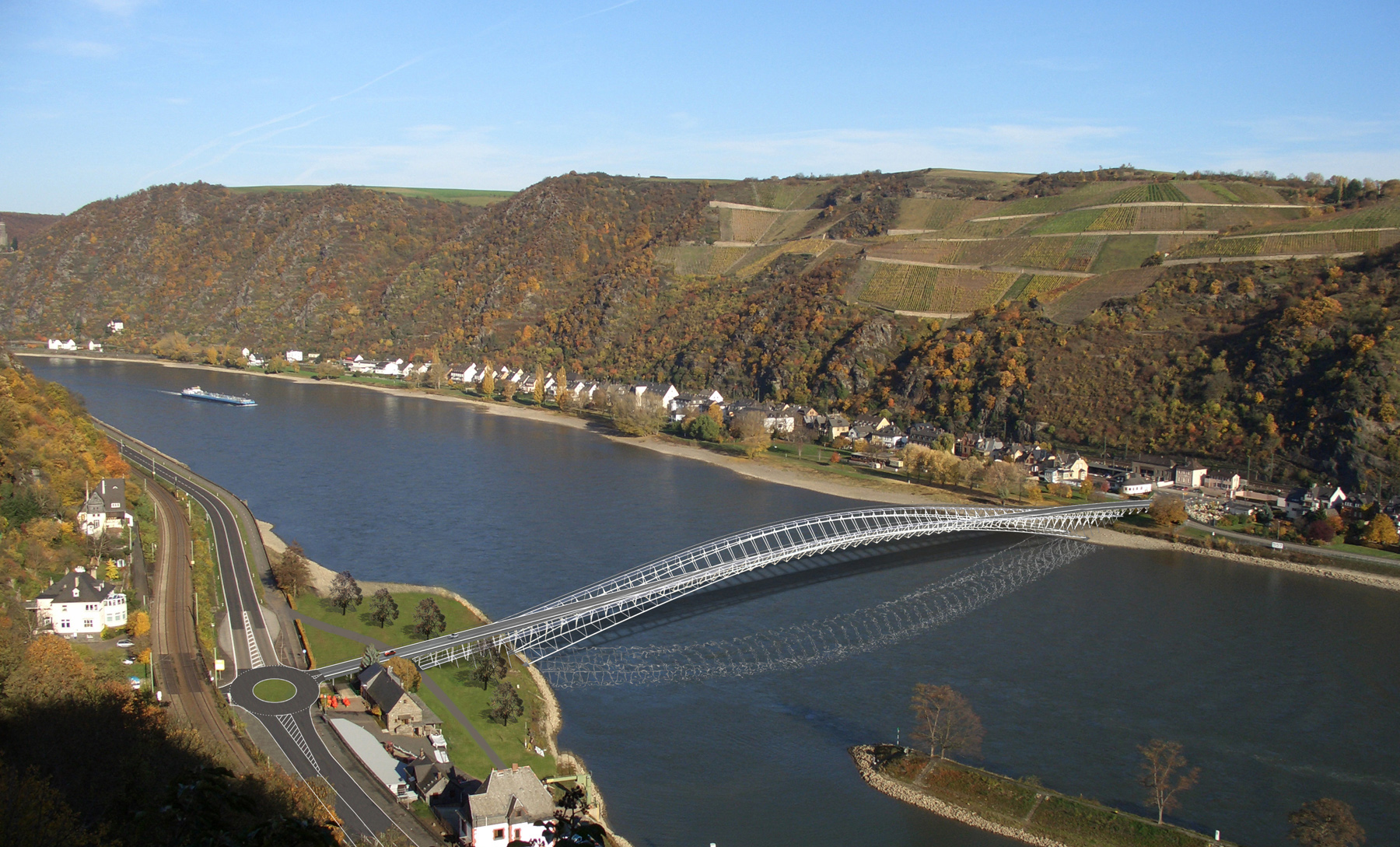
Fotomontage im Rahmen einer Studie zur geplanten Mittelrheinbrücke bei St. Goar

### Verkehrslärm
Die UNESCO stellte bereits im Zusammenhang mit der Zuerkennung des Weltkulturerbestatus fest, dass der durch Verkehr erzeugte Lärm (an dem die Bahnstrecken einen erheblichen Anteil haben) ein Problem sei. Konkrete Maßnahmen wurden aber weder empfohlen noch gefordert.

### Mittelrheinbrücke
Die angepeilte neue feste Rheinquerung über die Mittelrheinbrücke nahe St. Goar und Sankt Goarshausen wurde mit der UNESCO abgestimmt, um Probleme wie beim Dresdner Elbtal zu vermeiden. Die UNESCO gab am 29. Juli 2010 bekannt, dass der Bau einer Brücke welterbeverträglich sei. Somit konnte mit den konkreten Planungen begonnen werden. In den Koalitionsverhandlungen nach der Landtagswahl 2011 kamen SPD und Grüne allerdings überein, das Projekt „Mittelrheinbrücke“ vorerst nicht zu realisieren.

### Rheinseilbahn Koblenz

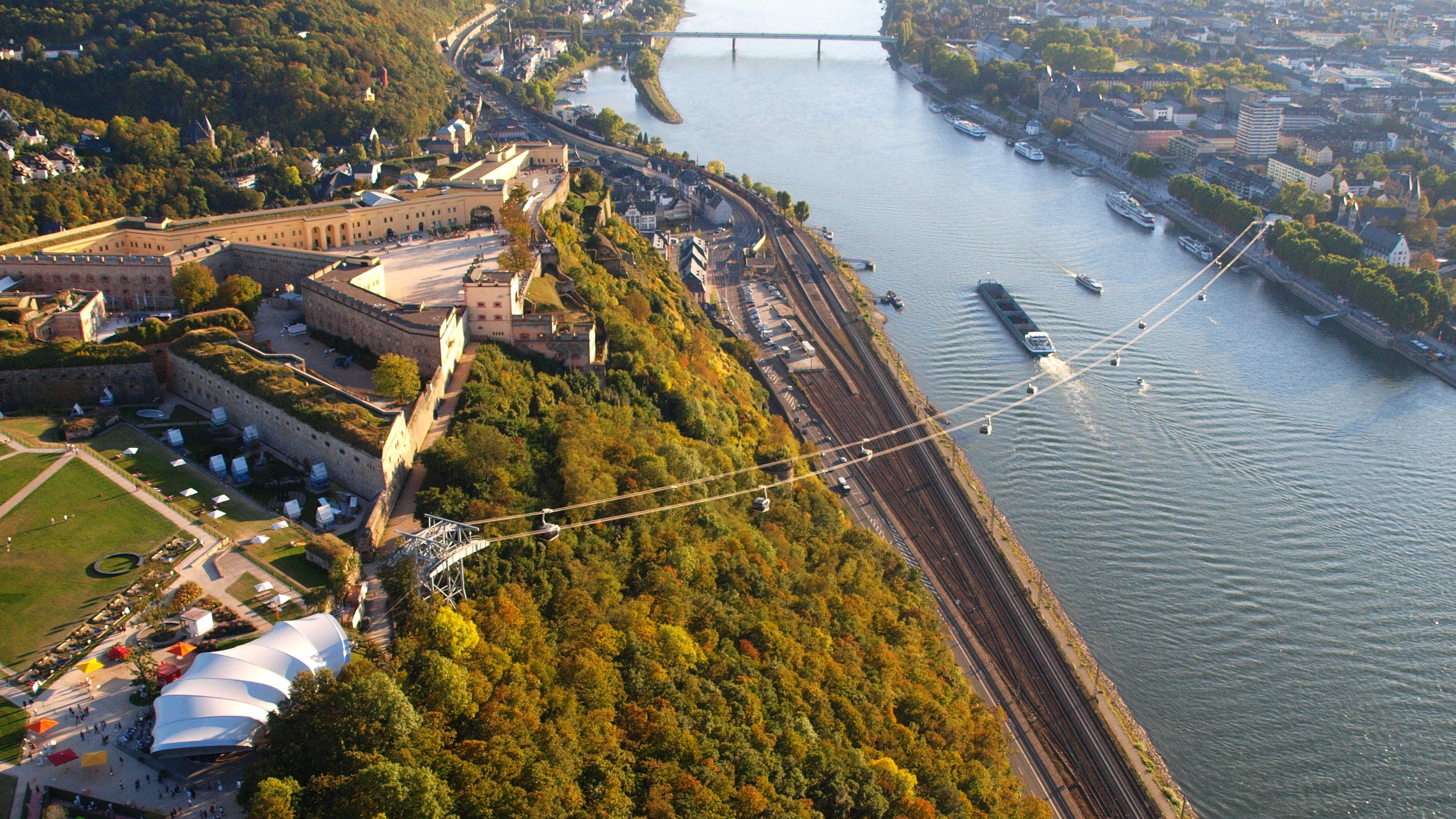
Luftbild der Seilbahn Koblenz, links die Festung Ehrenbreitstein

In Koblenz verkehrt mit der Rheinseilbahn seit dem 2. Juli 2010 die größte Seilbahn Deutschlands. Die erste in einem städtischen Umfeld gebaute und 890 Meter lange Dreiseilumlaufbahn würde ebenfalls eine Gefährdung des Welterbestatus darstellen. Sie wurde als Attraktion und ökologisch sinnvolle Verkehrsverbindung zur Bundesgartenschau 2011 errichtet. Deswegen einigten sich die Ausrichter der Gartenschau mit der UNESCO auf eine möglichst unauffällige Gestaltung der Seilbahnbauwerke. Zusätzlich wurde vereinbart, die Seilbahn nur bis November 2013 zu betreiben und danach wieder abzubauen.
Im Sommer 2013 hatten Vertreter der International Council on Monuments and Sites in einem Gutachten für die UNESCO den sofortigen Abbau der Seilbahn gefordert, insbesondere weil die Talstation die historische Blickbeziehung der Basilika St. Kastor zum Mittelrheintal störe. Die UNESCO beschloss trotzdem am 19. Juni 2013 in Phnom Penh auf der 37. Sitzung des Welterbekomitees, den Betrieb bis 2026 weiter zu erlauben. Für den Dauerbetrieb im Einvernehmen mit der UNESCO wird die Talstation umgebaut, damit wird sie auch Teil der Bundesgartenschau 2029.

### Sommerrodelbahn Loreley
Die 2013 errichtete Sommerrodelbahn auf dem Loreleyfelsen stellt eine Gefährdung des UNESCO-Status dar. Die UNESCO hat am 19. Juni 2013 in Phnom Penh auf der 37. Sitzung des Welterbekomitees den Abbau der Bahn gefordert.

### Schutzmaßnahmen
Zur Bewahrung des Welterbes stehen die herausragenden Kulturdenkmäler am Oberen Mittelrhein unter dem Schutz des jeweiligen Denkmalschutzgesetzes der beteiligten Bundesländer. Dieses Gesetz regelt die Denkmalpflege, die Erhalt und Pflege der Kulturdenkmäler sowie deren wissenschaftliche Erforschung. Zusätzlich sind diese Bauwerke von der Haager Konvention zum Schutz von Kulturgut bei bewaffneten Konflikten anerkannt. Die im November 1997 beschlossene Rheintal-Charta hat sich die Erhaltung, Pflege und schonende Weiterentwicklung der Kulturlandschaft zum Ziel gesetzt. Die der Charta beigetretenen Gemeinden gewährleisten damit, die Eigenart der Kulturlandschaft zu schützen. Die wildlebenden Pflanzen und Tiere stehen unter dem besonderen Schutz der Berner Konvention, was auf nationaler Ebene durch das Bundesnaturschutzgesetz geregelt ist.
Auch gibt es vereinzelt UNESCO-Projektschulen, wie das Johannes-Gymnasium in Lahnstein, die die Bewahrung des Welterbes fördern und auch den Schülern den Wert ihrer Region durch Einbeziehung in den Unterricht näherbringen, dabei werden Werte und Normen der UNESCO vermittelt, was die Arbeit der UNESCO auch zukünftig für jeden begreifbar machen kann.